# Львівський трамвай
Льві́вський трамва́й — система електричного трамвая міста Львова, єдина на заході Україні трамвайна система, найбільша серед вузькоколійних трамвайних систем України. Операційну діяльність здійснює комунальне підприємство Львівелектротранс.
З 1880 по 1908 роки використовувалася кінна тяга, з 31 травня 1894 — електрична. Це перша на території сучасної України система кінного трамвая та трамвая загалом, а також друга після Київського трамвая електрична..
Найбільшого розквіту досяг напередодні Другої світової війни, коли був основним транспортом міста; з середини XX століття поступово втрачає позиції. У 2010 році на трамваї припадало 24,3 % пасажирських перевезень у місті. Станом на 2023 рік налічує 8 маршрутів і експлуатується комунальним підприємством «Львівелектротранс».
Планується, що в майбутньому трамвай стане пріоритетним видом транспорту у Львові.
За підсумками 2023 року львівська трамвайна система посіла передостаннє місце (12 з 13) за середньою номінальною швидкістю руху серед українських міст з показником — 12 км/год.
За підсумками 2024 року трамвайні маршрути Львова перевезли 21 716 489 пасажирів (21 мільйонів 716 тисяч 489), що включає всі категорії пасажирів. Це вперше в історії, коли настільки точно відомі дані про перевезення пасажирів.

## Історія

### Кінний трамвай

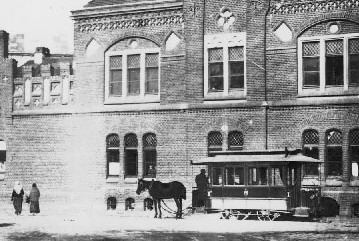
Закритий вагон кінного трамвая на площі Митній (кінець XIX століття)

Уперше питання щодо запуску у Львові кінного трамвая постало наприкінці 1860-х років. У 1870 році до Львівської міської ради надійшов проєкт будівництва у Львові кінного трамвая, розроблений двома англійськими фірмами, але його відхилено. Проте вже у 1878 році, коли стало зрозуміло, що без громадського транспорту місто жити не може, міська рада оголосила конкурс на будівництво трамвайних шляхів. Заявки подали Бельгійське та Трієстинське трамвайні товариства. Утворена магістратом комісія надала перевагу Трієстинському трамвайному товариству («Societa Triestina Tramway»), контракт був підписаний 1 лютого 1879 року. За ним, після 25 років роботи трамвайна мережа переходила у власність міста. 21 травня був затверджений план будівництва.
25 листопада 1879 року відбулася пробна поїздка. Ось, що про це писала 27 листопада «Львівська газета»:
|  | Кінний трамвай опівдні почав пробну поїздку від свого депо вулицею Городецько-Янівською до Митної площі та в зворотному напрямку. З цією метою з депо виїхало три вагони: один літній відкритий, другий — з одним салоном, а третій — пасажирський, поділений на два класи. Випробування пройшли доволі гладко, але трохи запізнились через те, що робочі вчасно не закінчили очистку колії від льоду та снігу... |

Перший на території України кінний трамвай було відкрито у Львові 3 травня 1880 року. З 5 травня введена оплата проїзду. Газета «Діло» з цього приводу писала:
|  | Львівський трамвай розпочав 5 травня правильний рух по квитках з площі Митної до казарм Фердинанда. Кожні 9 хвилин від'їжджає вагон від переду казарм. П'ять вагонів будуть їздити 19 разів щодня, отже 95 разів можуть сідати пасажири на станціях, де зупиняється вагон. Спочатку всі вагони трамвая були у всякій порі дня битком набиті. Зрештою, більшість сідала з цікавості |

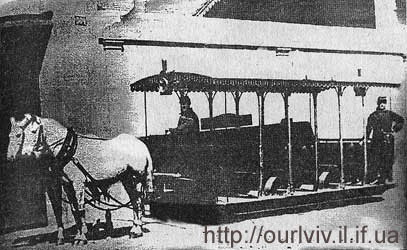
Відкритий вагон кінного трамвая (1882)

Функціонували дві лінії (головний залізничний вокзал — вулиця Городоцька — площа Митна і головний залізничний вокзал — Підзамче), які перевозили в середньому 1 867 000 пасажирів на рік. У 1889 році нараховувалося 105 коней та 37 пасажирських і 3 вантажних вагони, виготовлених в австрійському місті Граці. Вони були темно-коричневими з білими написами «Львівський трамвай» (пол. «Tramway Lwowski»), оздобленими червоною облямівкою. В літній період кожен вагон тягнула пара коней, проте вулицями Городоцькою та Шевченка вгору вагони тягнуло троє коней, а донизу — один (відповідно, різною була також вартість проїзду). З випаданням снігу кількість коней збільшували до чотирьох. Середня швидкість руху становила 6,4 км/год. Колії були дубовими. Їх ширина — 1000 мм. Персонал нараховував 70 осіб.
У 1905 році розпочалися переговори щодо муніципалізації кінного трамвая, можливість якої була передбачена після 25 років експлуатації. Договір про купівлю містом мережі був підписаний 8 липня 1906 року, проте передача майна розтягнулася на 11 місяців.

### Паровий трамвай
У 1888 році Товариство Львівсько-Белзької залізниці подало до львівського магістрату проєкт будівництва у місті парового трамвая. Белзька залізниця мала у Львові вокзал на місці сучасної станції Клепарів — тоді це була околиця міста, яка не була сполучена громадським транспортом з центром, що ставало перешкодою для пасажирів залізниці, тому будівництво парового трамвая було розраховане передусім на них. За проєктом предбачалося спорудження двох ліній: перша мала пройти від станції Клепарів вулицями Шевченка, Раппопорта, Джерельною, Під Дубом та Турецькою до станції Підзамче; друга мала пройти від станції Клепарів вулицями Шевченка та Залізничною, повз Чернівецький вокзал, вулицями Бандери, Нечуя-Левицького, Вітовського, Франка та Личаківською до станції Личаків. Ідея парового трамвая набула широкого розголосу у Львові, проте проєкт Товариства Львівсько-Белзької залізниці не знайшов підтримки у міських урядників.
Вдруге питання будівництва у Львові парового трамвая було підняте у 1892—1893 роках. Тоді Іпотечний акціонерний банк Львова пропонував міській раді концесію на прокладання лінії від Костелу святої Анни вулицею Шевченка до Янова, однак цей проєкт також не був втілений у життя.

### Перші лінії електричного трамвая

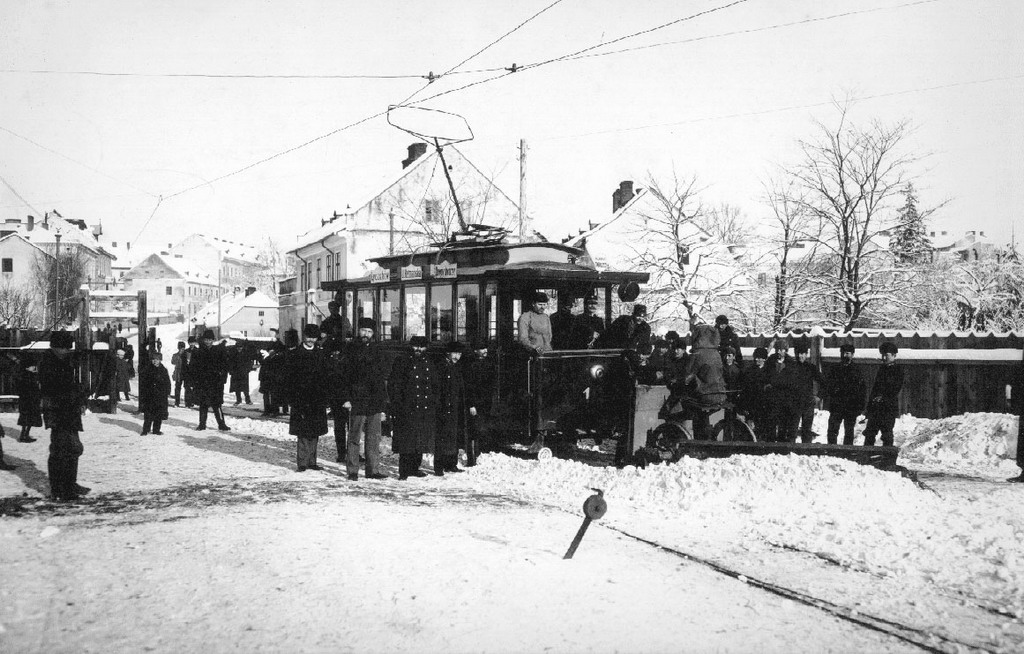
Трамвай поблизу депо (кінець XIX століття)

У 1893 році львівський магістрат оголосив тендер на будівництво ліній електричного трамвая та електростанції потужністю 400 кінських сил (300 кВт), бо кінний трамвай вже не справлявся зі зростальними потребами у перевезенні. Його виграла віденська фірма «Сіменс&Гальське», яка зобов'язувалася після двох років експлуатації на вимогу міської ради, якщо така буде, продати місту трамвай. 23 березня 1893 року був затверджений бюджет проєкту. Він склав 880 тис. крон. Будівництво лінії електричного трамвая почалося у вересні 1893 року. Вже 15 травня 1894 року львівська газета «Діло» писала:
|  | Пробна їзда електричного трамвая у Львові відбулася вночі між 1 і 2 годинами двома вагонами, що мали також електричне освітлення. Їзда була дуже ефектна, бо з-під коліс і на дроті добувалися снопи електричного світла … Пізньої нічної пори зібралося велике число цікавих… |

31 травня 1894 року у Львові було відкрито регулярний рух другого в Україні і четвертого в Австро-Угорщині електричного трамвая. Довжина ліній становила 8,3 км. Діяли такі маршрути (подані сучасні назви вулиць): «проспект Свободи — вулиця Степана Бандери — головний вокзал», «проспект Свободи — вулиця Івана Франка — Стрийський парк» і «проспект Свободи — вулиця Личаківська — Личаків». Відкриття було пристосовано до Крайової виставки 1894 року, що проходила у Стрийському парку.
Поява електричного трамвая у Львові була сприйнята неоднозначно. Так, жінки львівських візників, які жили на Личакові, закидали перший електричний трамвай помідорами та тухлими яйцями. За Ільком Лемком, «деяка пані Скоробецька, жінка візника, що втратив роботу, як писали тодішні поважні львівські газети, „зробила трамваю пропозицію, фізично неможливу до виконання, з відповідними жестами“. Простішою мовою це означало, що згадана пані, закинувши спідницю і нахилившись до трамвая задом, закликала його поцілувати її в одне місце».
У 1896 році місто викупило мережу електричного трамвая й електростанцію за 1 млн 680 тис. крон.

### До Першої світової війни

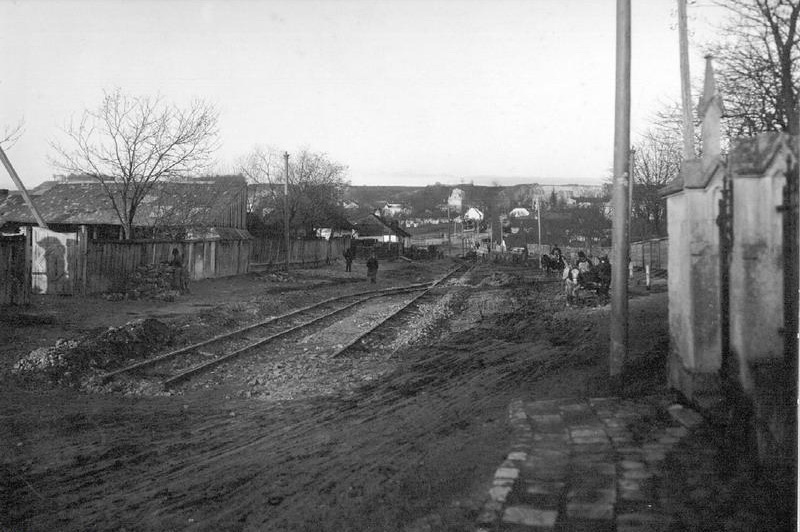
Прокладання трамвайної лінії вулицею Мечникова (1910-ті)

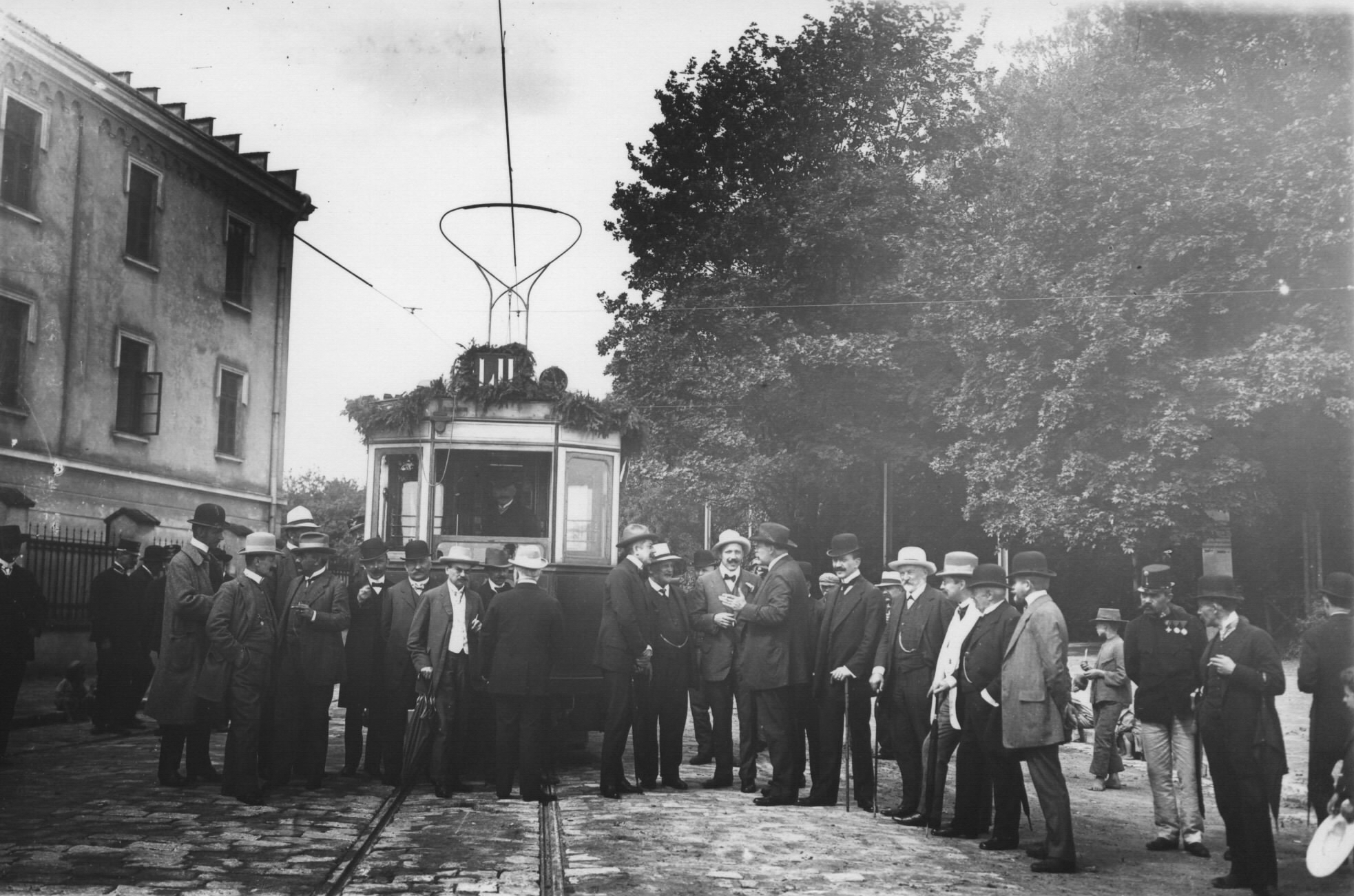
Відкриття лінії на Високий замок (1910)

У 1907 році Міністерство залізничного транспорту Австрійської імперії дозволило переобладнувати лінії кінного трамвая на електричну тягу. Таким чином було відкрито такі маршрути, що починалися з проспекту Свободи: по Богдана Хмельницького до Підзамчого, по Зеленій до Личаківського цвинтаря, по Шевченка до Клепарова, по Городоцькій на вокзал, по Замарстинівській до Замарстинова. Рух кінного трамвая було припинено 29 грудня 1908 року. Коней розпродали, а вагони переробили на причіпні до моторних вагонів електричного трамвая.
У 1907 році була прокладена лінія на Новий Світ, після чого ціни на нерухомість у цьому, тоді найпрестижнішому районі міста, впали вдвічі. У 1908 році трамваї поїхали до Жовківської рогатки, у 1910 — на Високий Замок та на Снопків, у 1914 — до станції «Личаків». Навесні 1914 року довжина трамвайних ліній сягала 24,4 км. Маршрути позначалися двома латинськими літерами — першими буквами назв кінцевих зупинок польською. Зупинки мали такі позначення:
- D — головний вокзал (пол. Dworzec glówny)
- Н — проспект Свободи (зупинка називалася «вулиця Гетьманська» — тодішня назва проспекту Свободи; пол. Hetmanska)
- J — Клепарів (зупинка називалася «вулиця Янівська» — тодішня назва вулиці Шевченка; пол. Janowska)
- К — Софіївка (зупинка називалася «парк Кілінського» — тодішня назва Стрийського парку; пол. park Kilińskiego)
- L — Новий Світ (зупинка називалася «вулиця 29 Листопада» — тодішня назва вулиці Коновальця; пол. 29 Listopada)
- Ł — Личаків (пол. Łyczaków)
- Р або G — Підзамче (Гаврилівка; пол. Podzamcze або Gabryelówka)
- R — Жовківська рогатка[24] (пол. Rogatka Źolkiewska)
- U — Високий Замок (зупинка називалася «вулиця Люблінської Унії» — тодішня назва вулиці Гуцульської; пол. Unii Lubelskiej)
- Z — Замарстинів (пол. Zamarstynów)[27]

### Перша світова війна і міжвоєнний період

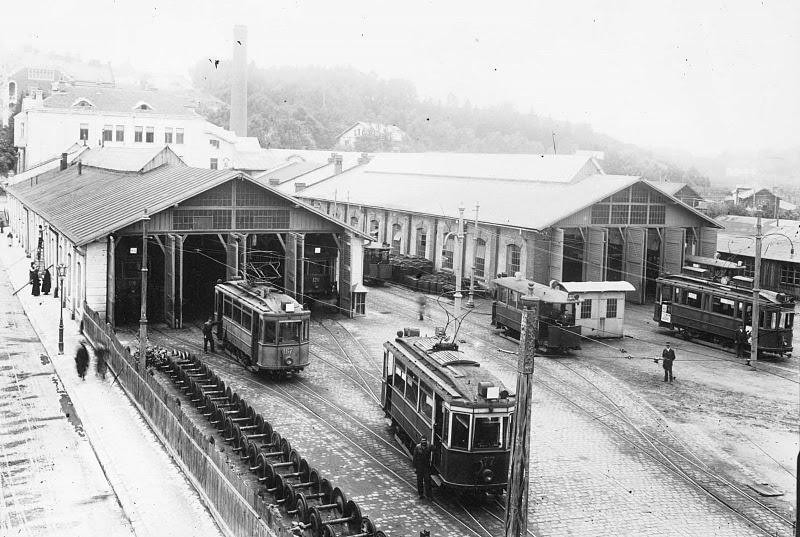
Вагоноремонтні майстерні (1920-ті)

У вересні 1914 року у Львів увійшли російські війська. У період їхнього перебування у місті (до 22 червня 1915 року) трамвай продовжував свою роботу. У цей час був виданий спеціальний путівник російською мовою «Як користуватися трамваєм» (рос. «Как пользоваться трамваем»). Під час боїв за місто в рамках українсько-польської війни в листопаді 1918 року значних пошкоджень зазнала електромережа, внаслідок чого трамвайний рух припинився до травня 1919 року.
У 1921—1922 роках на базі депо на Вулецькій рогатці (перехрестя вулиць Сахарова, Гвардійської, Вітовського, Коперника і Нечуя-Левицького) було влаштовано Трамвайні вагоноремонтні майстерні для ремонту вагонів, технічний стан яких за роки війни погіршився.
З 1 жовтня 1922 року рух у Львові, як і в усій Польщі, став правостороннім. Тому були проведені роботи з перелаштування поворотних стрілок. А з осені 1923 року, у зв'язку із загальною стандартизацією у республіці, номери маршрутів стали позначати цифрами.
У 1925 році було прокладено лінію до Богданівки. Також цього року було прокладено колії вулицею Куліша для розвантаження ділянки вулиці Богдана Хмельницького. У 1929 році було відкрито лінію «залізничний вокзал — вулиця Київська — вулиця Франка». На 1933 рік загальна довжина мережі трамвая по осі вулиць складала 32,8 км. У трамвайному управлінні було 119 моторних і 58 причіпних вагонів, 5 вагонів-снігоочисників. У трамвайне господарство входило два депо, вагоноремонтні майстерні і дві тягові підстанції загальною потужністю 6540 кВт.

### Друга світова війна

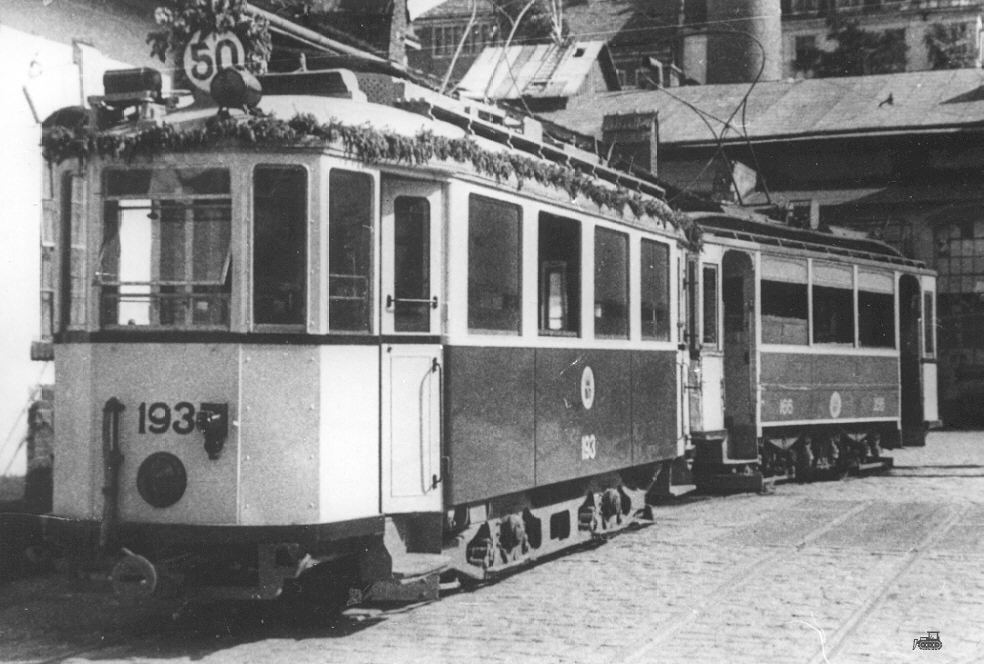
Трамвайний потяг із вагонів Lilpop/Sanok, прикрашений до 50-річчя львівського трамвая (31 травня 1944 року, німецька окупація Львова)

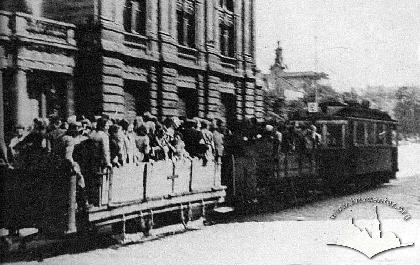
Трамвай з причепними вагонами, в яких перевозили в'язнів Янівського концтабору на примусові роботи до міста (німецька окупація Львова)

1 вересня 1939 року під час нальоту німецької авіації на Другу Річ Посполиту в результаті бомбардування були пошкоджені рейки і контактна мережа на вулиці Городоцькій. Рух трамваїв на цій ділянці був зупинений. З середини вересня його припинили і по всьому місту. Регулярну роботу трамваїв було відновлено 25 вересня 1939 року після зайняття Львова Червоною Армією. У період радянської окупації були здані в експлуатацію нові ділянки — продовження наявних ліній: по вул. Городоцькій до залізниці на Богданівці, по вул. Шевченка до залізниці, по вул. Замарстинівській до вул. Городницького, по вул. Личаківській до вул. Пасічної.
У період німецької окупації львівський трамвай продовжував працювати. Проте на деяких маршрутах курсували вагони з написом «Тільки для німців», а в інших вагонах були створені окремі місця для німців, відмежовані ланцюгом. У 1940—1941 роках діяли Вагоноремонтні майстерні, які за час роботи в період окупації перебудували 3 вагони на моторні й 9 вагонів — на причіпні. Відомо, що під час окупації трамваї використовували для військових цілей, зокрема, до них робили причіпні вагони, в яких перевозили в'язнів.

### Радянський період
Під час боїв за місто у червні 1944 року трамвайне господарство було сильно пошкоджене. Його відновлення йшло поступово: перший рейс відбувся 1 березня 1945 року.
До літа 1949 року всі маршрути були відновлені. Проте згодом виникла проблема старих вагонів, які експлуатувалися вже 50 років. Їх модернізували у вагоноремонтних майстернях. Нові трамваї складалися з двох зчеплених вагонів. Дерев'яні деталі в них були замінені на металеві; влаштовано двері з пневматичним приводом; відкриті майданчики було закрито. На передні частини кузова причепили зірки. Верхня частина вагона була пофарбована у синій, нижня — у жовтий колір. Станом на 1 січня 1950 року на балансі львівського трамвайного господарства перебувало два депо загальною місткістю 80 вагономісць, 185 пасажирських вагонів (з яких 59 — причіпні), 19 вантажних платформ і снігоочисників.
У 1950-х роках став можливий імпорт техніки з країн Східної Європи. Львів отримав першу партію нових вагонів, виготовлених у місті Ґота. Моторний вагон мав дві кабіни та розсувні широкі двері, які стали виготовляти під час Другої світової війни, щоб пасажири мали можливість швидко вибігти на вулицю під час авіанальоту. Згодом у місті облаштували розворотні кільця і наступні вагони вже мали одну кабіну і двері лише з правої сторони. Компанія «Lowa» змінила назву на «Gotha». Перші нові 30 вагонів оновленої моделі надійшли до Львова. Пізніше у Львові стали використовувати вживані трамваї з Кишинева та Сімферополя. Нові вагони були значно більшими, а для водія облаштовано окрему кабіну, салон мав опалення, дермантинові сидіння, систему гучномовців та аварійні елементи гальмування. 
Німецькі трамваї «Gotha G4-61» експлуатувалися до повного їх списання на маршруті № 4 (Свєнціцького — Торф'яна) до 1988 року.
З 1959 року було припинено рух проспектом Свободи і площею Міцкевича для їх вивільнення під тролейбусний рух. Натомість була прокладена об'їзна ділянка біля Театру ляльок. У зв'язку із прокладанням тролейбусних маршрутів було також припинено рух трамваїв такими лініями: на Богданівку (1953), вулицею Пантелеймона Куліша (1959), вулицями Зеленою, Дніпровською і Левицького (1963). У 1952—1953 роках лінію від Жовківської рогатки було продовжено до трамвайного депо № 2 (до м'ясокомбінату).

Трамвай «Gotha G4-61» на площі Ринок (1975)

У 1950-х роках було розпочато оновлення трамвайного парку. У зв'язку із неможливістю використання нових односторонніх вагонів (не розрахованих на «човниковий рух») на деяких ділянках (там, де не було розворотних кілець), Дирекція львівського трамвая була змушена закрити лінії на Високий замок (маршрут № 12) та у верхній частині вулиці Івана Франка (маршрут № 10). З цього часу, протягом понад 15-ти років у Львові діяла мінімальна кількість маршрутів — 6.
У 1966—1967 роках надійшла оновлена партія вагонів моделі Gotha G-4-61, які мали три секції. Всі були червоного кольору з синьою смугою під вікнами. Бортові номери мали лише передні та задні секції трамваїв, середні були без номерів. Використана у Gotha G-4-61 схема побудови багатосекційних зчленованих вагонів на неповоротних візках успішно використовують і понині. Наприклад, їх використовують українські трамваї «Електрони». Біля задніх дверей було окреме місце кондуктора з підігрівом. У разі знеструмлення контактної мережі освітлення та керування дверима здійснювали від акумуляторної батареї.
У 1972 році ця модель потрапила у найбільшу трамвайну аварію у Львові. Трамвай Gotha T57/B57 (№ 472—572, що прямував за маршрутом № 6, наїхав на зупинку-острівець на вулиці Городоцькій. Тоді загинуло 26 осіб. Причиною аварії встановлено через несправність гальм. Водійку — 24-річну Надію Макару було засуджено до в'язниці.
У 1972—1988 роках місто отримало велику кількість нових чехословацьких вагонів Tatra T4SU та Tatra KT4SU. Вагони були спроєктовані таким чином, що дозволяло її зчіплювати по два вагони, така зчіпка має назву система багатьох одиниць.
У 1976 році до Львова надійшла  видозмінена модель Tatra KT4SU. (Kloubovy Tramvaj 4) — зчленований трамвай з чотирма осями. Кузов складається з двох частин, які поворотно з'єднані шарніром під підлогою і на даху. Кожна секція розташована на своєму візку, що гарантує взаємний поворот секцій кузова й оптимальний проїзд кривої. Жовто-червоні Tatra KT4SU мають панорамні вікна та прямокутні форми. У вагоні четверо чотиристулкових дверей. Вентиляцію пасажирського салону забезпечують чотири люки та кватирки. У кабіні водія з'явилися калорифери, сидіння з регулюванням висоти й амортизацією та автоматичні системи педального керування.
У 1978 році було введено в експлуатацію Львівський трамвайно-тролейбусний ремонтний завод, розрахований на 400 капітальних ремонтів на рік. Він почав обслуговувати підприємства міського транспорту не лише Львова, але й інших міст України і РРФСР. Протягом 1980—1988 років до Львова надійшло 145 нових вагонів.
У 1988 році збудовано невелику ділянку по вулиці Анатолія Вахнянина у продовження гілки по вулиці Мечникова та відкрито трамвайне кільце на Погулянці. Наприкінці 1988 року на балансі двох трамвайних депо налічувалося 227 пасажирських вагонів Tatra T4SU та Tatra KT4SU.

### Швидкісний трамвай

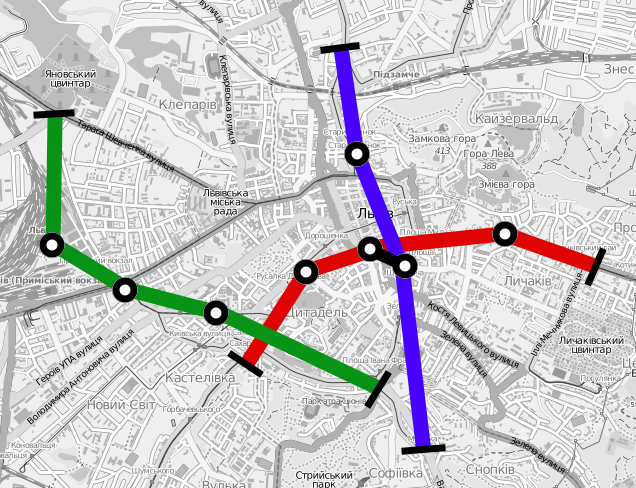
Схема підземних ділянок: синім перший радіус першої черги, червоним другий радіус першої черги, зеленим — друга черга, третій радіус

У 1960-х роках в перспективний генплан Львова були включені плани будівництва швидкісного частково підземного трамвая. Його проєктування розпочалося наприкінці 1970-х. Першою чергою планувалося спорудити два тунелі з габаритами метро під центром міста (практично — метротрам), а до них підвести наземні маршрути. Портали першого тунелю довжиною 2,2 км мали бути збудовані в районі Підзамчого та перетину вулиці Франка зі Снопківською. На цьому радіусі передбачалося спорудження двох підземних станцій: «Старе місто» (в районі площі Старий Ринок) та «Площа Возз'єднання» (зараз Галицька). Портали другого тунелю довжиною 3,2 км мали розміститися на початку вулиці Сахарова та поблизу перетину вулиць Личаківської та Мечникова. Планувалися три підземні станції: «Університет», «Площа Возз'єднання» та «Винниківський ринок». Другою чергою передбачалося будівництво третього тунелю з площі Івана Франка через Цитадель, вулицю Бандери і залізничний вокзал до Янівського цвинтаря з підземними станціями «Політехнічний інститут», «Площа Кропивницького» і «Вокзал».
У 1987 році спорудили першу наземну швидкісну ділянку від вулиці Сахарова до вулиці Наукової. Підземне будівництво розпочалося зі зведення у дворі палацу Потоцьких першої вентиляційної шахти, що призвело до пошкодження навколишніх будівель. Відтак, з огляду на це, а також фінансову кризу кінця 1980-х років реалізацію проєкту було заморожено.

### У незалежній Україні

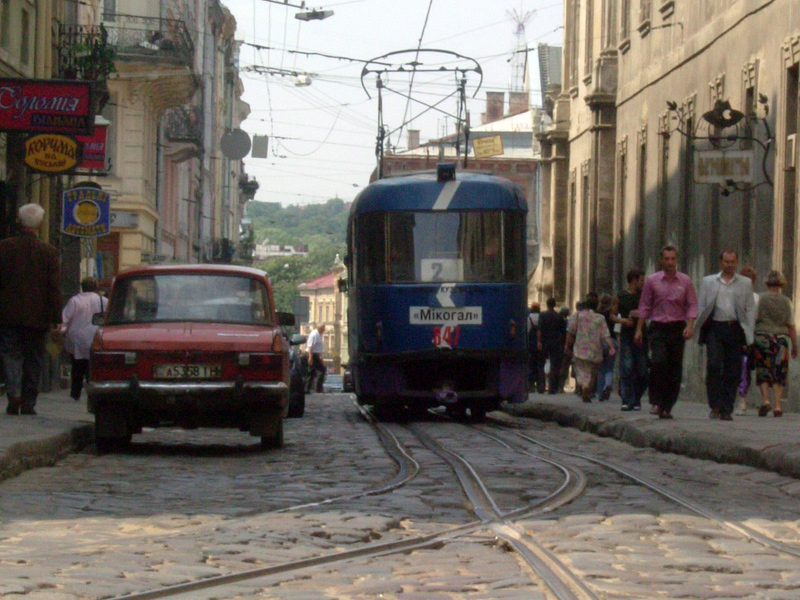
Трамвай Tatra T-4SU на сплетінні рейок по вулиці Руській, яке проіснувало із 1894 по 2006 роки (2005)

У 1992 році було закрито ділянку від автостанції № 2 до Жовківської рогатки. Наприкінці 1990-х років було ліквідовано систему багатьох одиниць, а останній поїзд з Tatra T-4SU допрацював до останніх днів 2000 року на маршруті № 2.
У 2002 році було знову введено в експлуатацію ділянку від Жовківської рогатки до вулиці Липинського. З другої половини 1990-х (ділянка вул. Личаківська від Заньковецької до Мечникова, частина вул. Франка) і активніше у 2000-х роках розпочалися масштабні реконструкції колій з використанням угорської технології BKV (яку помилково називають чеською або «безшумна колія»).
З 2004 року трамвайне кільце площа Соборна — площа Галицька — вул. Князя Романа перестало використовуватися для руху трамваїв, натомість збудували новий розворот на площі Соборній біля вул. Франка і Винниченка.
У 2014—2016 роках збудовано лінію на Сихів.
У 2019 році в рамках впровадження стратегії розвитку ЛКП «Львівелектротранс», з метою вивчення пасажиропотоків за новими сполученнями з 13 травня відбулися зміни в напрямках руху трамвайних маршрутів № 1, 5, 7 та 9. У зв'язку з ремонтом вул. Замарстинівської у той час, трамвайний маршрут № 9 не мав змоги курсувати до вул. Торф'яної, натомість курсував до вул. Миколайчука. Відповідно, він повністю дублював би трамвайний маршрут № 5, тому маршрут № 5 закрили.
2 вересня 2020 року, Львівська міська рада підписала угоду з Європейським інвестиційним банком (ЄІБ) та консорціумом "Спільне українсько-німецьке підприємство ТОВ «Електронтранс» та ТОВ «ЕлектронМаш» на постачання 10 нових п'ятисекційних трамваїв Електрон T5L64. Загальна вартість нових трамваїв — 20,8 млн євро, більша частина з яких — це кредит від ЄІБ.
13 вересня 2021 року на вулиці Промисловій відновлена робота трамвайного депо № 2, яке з перебоями реконструювали впродовж 7 років за кредитні кошти Європейського банку реконструкції та розвитку.
10 грудня 2021 року Львів отримав перший новий трамвай Електрон T5L64 (оновлений) із десяти замовлених раніше за кредитні кошти ЄІБ.
Згідно зі звітом "Громадський транспорт Львова. Історія та статистика 2022" (виданий у 2023 році) львівські трамваї виконали 3 580 000 км транспортної роботи за 2022 рік, що становить 11,4% від загального обсягу транспортної роботи всіх видів транспорту у Львові.

Відповідно з проведеним у 2024 році дослідженням ГО "Vision Zero" у 2023 році львівська трамвайна система є однією з найповільніших в Україні з середньою номінальною (згідно з розкладом) швидкістю 12,1 км/год. Як зазначили автори дослідження: 
"Львів відомий як місто-лідер, що багато працює над вдосконаленням трамвайного руху і в якому трамваї є популярним видом транспорту. Однак, воно має низькі показники швидкості. Це пояснюється низкою об'єктивних чинників, як-от обмеження швидкості пов'язані з рельєфом і кривими малого радіусу, а також рух у спільному потоці з автотранспортом, що сповільнює львівські трамваї. Втім, це також свідчить про серйозні інфраструктурні проблеми навіть у цьому, відносно успішному, місті". 
Крім цього, в дослідженні виявили, що номінальна середня швидкість руху трамваїв у більшості міст України у 2023 році не відповідала мінімальним вимогам державних будівельних норм (ДБН Б.2.2-12:2019 "Планування та забудова територій"), і становила 13,5 км/год (серед 13 проаналізованих міст).
31 травня 2024 року виповнилося 130-річчя відкриття руху електричного трамвая.

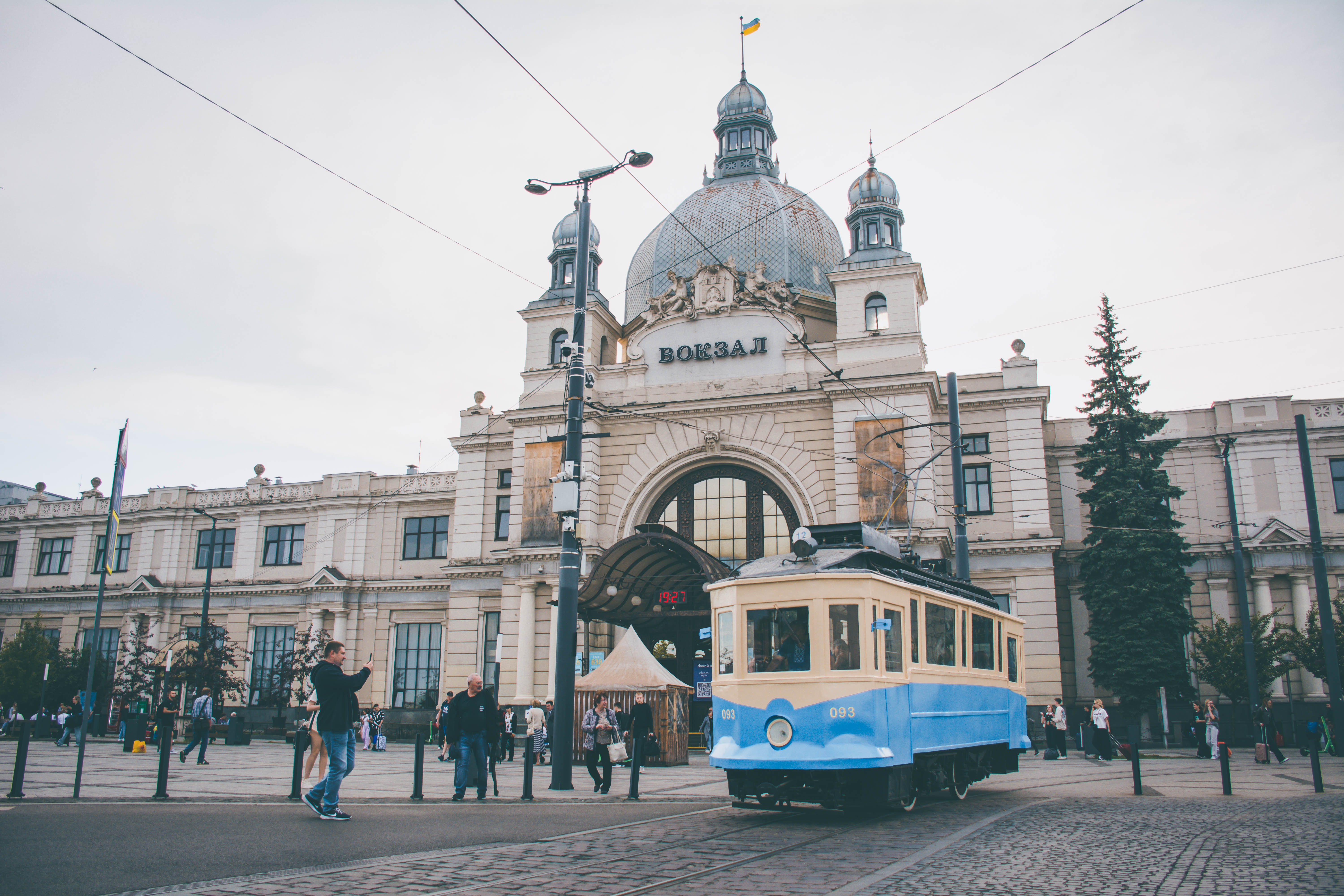
Музейний трамвай Sanok на святкуванні 130 років львівського трамвая

## Рухомий склад

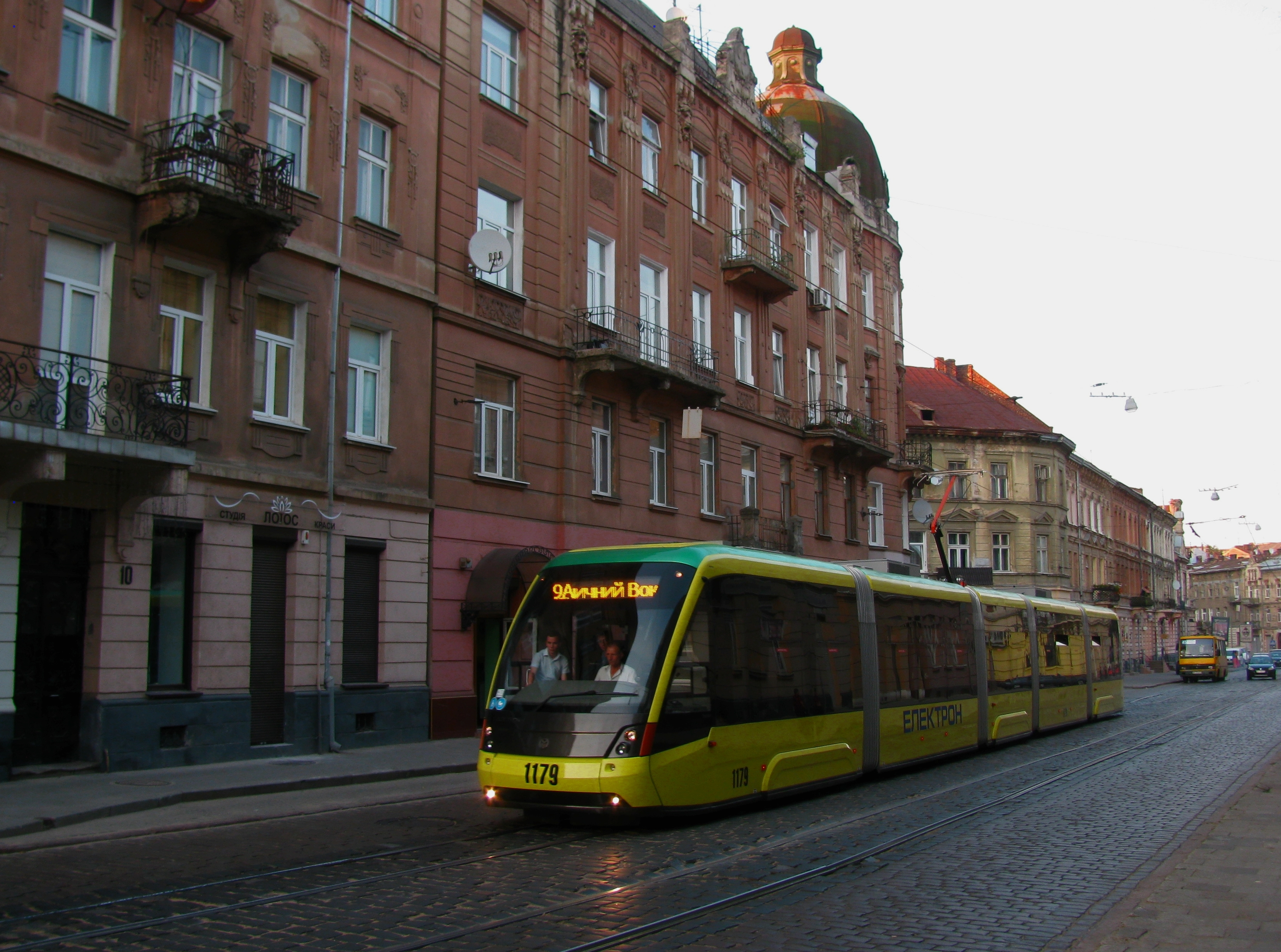
Electron T5L64 на вулиці Вітовського

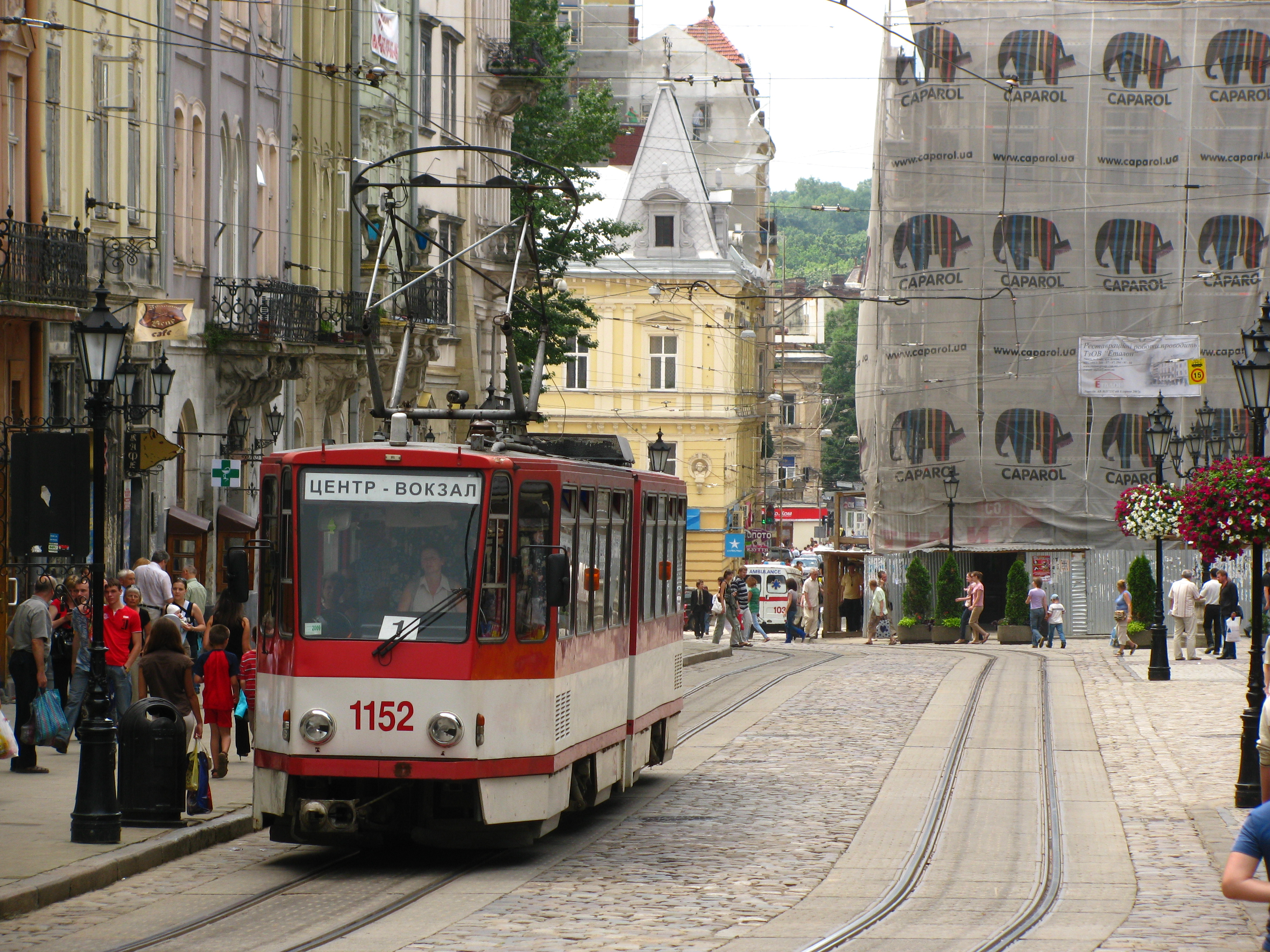
Tatra KT4D на площі Ринок

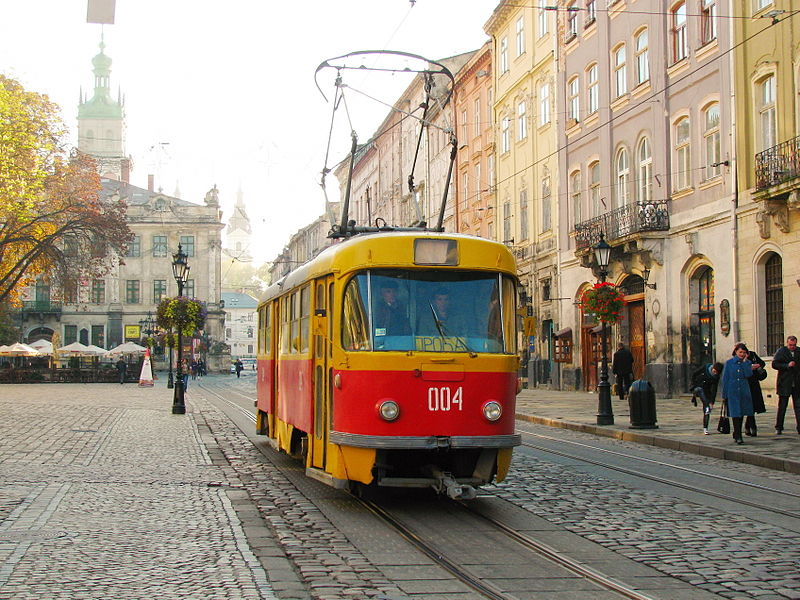
Tatra T4SU на площі Ринок

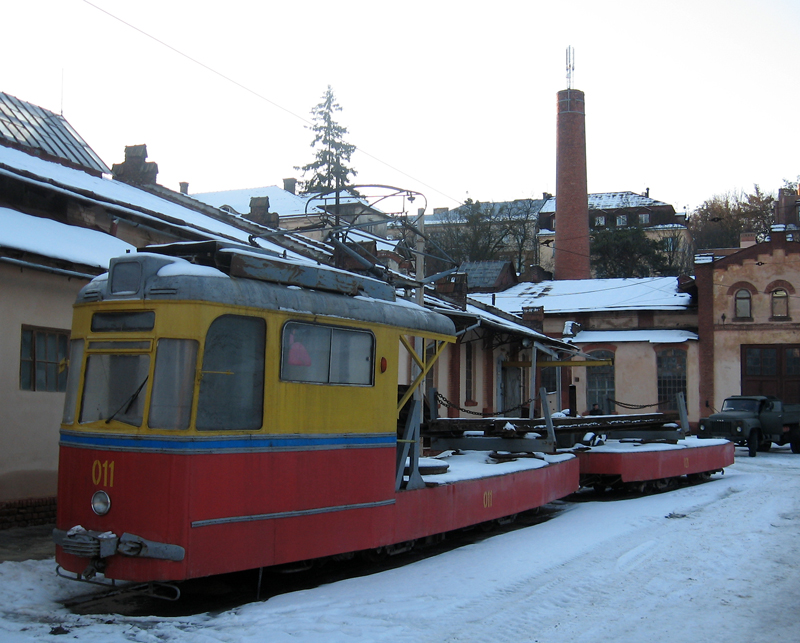
Службовий вагон Gotha T-59Е № 011 у службовому депо

Станом на 1 січня 2023 року на балансі ЛКП «Львівелектротранс» перебуває 139 пасажирських вагони (на лінію виходять близько 75)
- Tatra KT4 — моторні двосекційні шарнірні чотиривісні вагони. Перші два вагони (спочатку отримали номери 1 і 2, але потім їх перенумерували на 1001 і 1002) цієї моделі надійшли до Львова у 1976 році. Це були два перші випробовувальні вагони модифікації «Tatra KT4SU». З 1980 року починається серійне виробництво вагонів цієї модифікації. У Львів вони надходять у 1981–1985 та 1988 роках загальною кількістю 145 вагонів. Вони отримали паркові номери від 1001 до 1145. У 2007 та 2008 роках Львів купив 22 користовані вагони Tatra KT4 модифікації «Tatra KT4D» в німецьких міст Ерфурт та Гера. Вони отримали номери 1150—1171. У 2012 році Вінниця подарувала два вагони, які були капітально відремонтовані. Вони отримали бортові номери 1172—1173. У 2013 році було придбано ще 5 вживаних вагонів Tatra KT4D з міста Ерфурт. Як оновлення рухомого складу 2018 року на аукціоні придбано 30 вагонів Tatra KT4DM, які раніше експлуатувались у Берліні; звідти ж 2024-го до міста почали надходити додаткові KT4DM у кількості 12 вагонів[51]
- Schindler/Siemens Be 4/8— 26-метрові з низькопідлоговою секцією. У серпні 2024 року стало відомо швейцарське місто Базель безоплатно передасть Львову 23-25 вживаних великих тармваїв з низькопідлоговою секцією[52]. 28 січня 2025 року до Львова доставили перші два трамваї з Базеля[53]. 8 лютого 2025 прибуло сумарно вісім трамваїв.[54]
- Duewag/Vevey Be 4/8 — трисекційний частково низькопідлоговий трамвай. Модель була розроблена у 1989 році та стала першим трамваєм з пониженим рівнем підлоги швейцарського виробництва. У другій половині 2024 – впродовж жовтня-грудня – Львів отримає 11 вживаних трамваїв Duewag / Vevey Be 4/8, безкоштовну передачу яких для міста погодив Державний секретаріат Швейцарії з економічних питань.[55]
- Електрон T5L64 — п'ятисекційний, односторонній, повністю низькопідлоговий трамвай, зібраний концерном «Електрон». Станом на березень 2024 року парк міста налічує 11 вагонів цієї моделі[56][57].
- Електрон Т3L44 — трисекційна модель, вийшла на маршрут у листопаді 2014 року. Зараз у електродепо налічується 8 таких трамваїв, які використовуються переважно на сихівській лінії[58].

| Фото      | Модель                   | Номери              | Довжина, м | Місць для сидіння | Рік виробництва | Низька підлога | Кількість, шт. |
| --------- | ------------------------ | ------------------- | ---------- | ----------------- | --------------- | -------------- | -------------- |
|           | Tatra KT4SU              |                     | 18.1       | 34                | 1976-1988       | 0 %            | 66             |
|           | Tatra KT4D               |                     | 18.1       | 34                | 1979-1987       | 0 %            | 27             |
|           | Tatra KT4Dm              | 1188-1217 1228-1239 | 18.1       | 33                | 1980-1986       | 0 %            | 42             |
|           | Schindler/Siemens Be 4/8 | -                   | 26         | 69                | 1978-1981       | 20%            | 30             |
|           | Be 4/8                   | 1240-1245           | 31.03      | 66                | 1989–1990       | 75%            | 11             |
|           | Electron Т3L44           | 1180-1187           | 19.5       | 35                | 2014-2016       | 100 %          | 8              |
|           | Electron T5L64           | 1179                | 30.2       | 56                | 2013            | 100 %          | 11             |
| 1218-1227 | Electron T5L64           | 2021-2022           | 30.2       | 56                |                 | 100 %          | 11             |
| Загалом   | Загалом                  | Загалом             | Загалом    | Загалом           | Загалом         |                | 151            |

Як службові, у Львові використовуються перероблені пасажирські вагони. Станом на 1 січня 2010 року налічується 3 вагони-снігоочисники, вагон-вишка та причеп до нього для прибирання снігу, бортовий вантажовіз, поїзд-рейковоз, 2 піскопосипальних вагони.

### Вагони, які раніше експлуатувалися
- вагони заводу Siemens&Halske — перші 24 моторні вагони львівського трамвая, які надходили у 1894, 1895 та 1899 роках партіями 16, 6 і 2 вагони, відповідно. Мали номери 1—24.
- Sanok SW-1/TW-1 — серія вагонів, яка вироблялася у двох модифікаціях: моторній (Sanok SW-1) і причіпній (Sanok TW-1). Надходили до Львова з 1903 ро 1908 роки, всього 90 моторних (№ 25—44, 87—94, 101—162) і 20 причіпних (№ 201—220). У 1943 році до Львова було поставлено 8 користованих вагонів Sanok SW-1 з Тарнува (№ 87-94).
- Sanok SN-1/PN-1 — серія вагонів, яка вироблялася у двох модифікаціях: моторній (Sanok SN-1) і причіпній (Sanok PN-1). Надходили до Львова у 1912–1913 та 1920 роках. У першій партії надійшло 12 моторних і 10 причіпних вагонів, у другій — по 10. Моторні отримали номери 163—184; причіпні — 221—240.
- Lilpop/Sanok — серія із 15 моторних вагонів постачань 1926 (5 вагонів, № 185—189) і 1929 (10 вагонів, № 190—199) років та 15 причіпних вагонів постачань 1926 (5 вагонів, № 241—245) і 1929 (10 вагонів, № 246—255) років.
- LOWA T-54/B-54 — серія східнонімецьких вагонів. У 1955 році з заводу надійшло 6 моторних (LOWA T-54, № 401—406) та 6 причіпних (LOWA B-54, № 501—506) вагонів. У 1960 році надійшло ще по 5 вагонів з Кишинева, які отримали номери 425—429 та 525—529 відповідно.
- Gotha T-57/B-57 — серія східнонімецьких вагонів, яка мала моторну (Gotha T-57) та причіпну (Gotha B-57) модифікації. Всього у Львові працювало 27 моторних і 23 причіпні вагони. У 1957–1958 роках з заводу надійшло 15 моторних та 15 причіпних вагонів. У 1961 році надійшло 2 моторних вагони з Кишинева, у 1971 — 10 моторних і 8 причіпних вагонів з Сімферополя. Моторні мали номери 407—421, 430—431 і 481—490; причіпні — 507—521 і 581—588. У 1972 році вагони № 507 та № 508 отримали номери 530 та 531 відповідно.
- Gotha T-59E/B-59E — серія з 5 моторних (Gotha T-59E) вагонів постачань 1960 (№ 422—424) і 1961 (№ 432—433) років та 5 причіпних (Gotha B-59E) вагонів постачань 1960 (№ 522—524) і 1961 (№ 532—533) років.
- Gotha G4-61 — 50 зчленованих вагонів постачання 1966—67 років, № 601/701—650/750.
- Gotha T2-62/B2-62 — серія східнонімецьких вагонів, яка мала моторну (Gotha T2-62) та причіпну (Gotha B2-62) модифікації. Всього у Львові працювали 41 моторний (№ 434—474) і 39 причіпних (№ 537—574) вагонів. 14 моторних і 14 причіпних вагонів були поставлені у 1963—65 роках з заводу, а 27 моторних та 25 причіпних вагонів надійшли у 1969—72 з Кривого Рогу, Дніпропетровська та Одеси.
- Tatra T4SU — моторні односекційні чотиривісні вагони. Почали надходити з заводу ČKD Tatra 1972 року. Перша партія складалася із 9-ти вагонів. Наступного року надійшло ще 17. Ці вагони постачалися до Львова аж до 1979 року. В цілому празька ČKD Tatra поставила 73 вагони, яким присвоїли номери від 801 до 873. Також у вересні 1982 р. — березні 1983 р. рішенням СЕВ Львівский трамвайно-тролейбусний ремонтний завод передав 9 вживаних вагонів із Калінінграда, які пройшли капітальний ремонт. Вони отримали номери від 874 до 883. 27.12.2011 року, всі вагони були виведені з регулярної експлуатації.[60]

### Музейні вагони

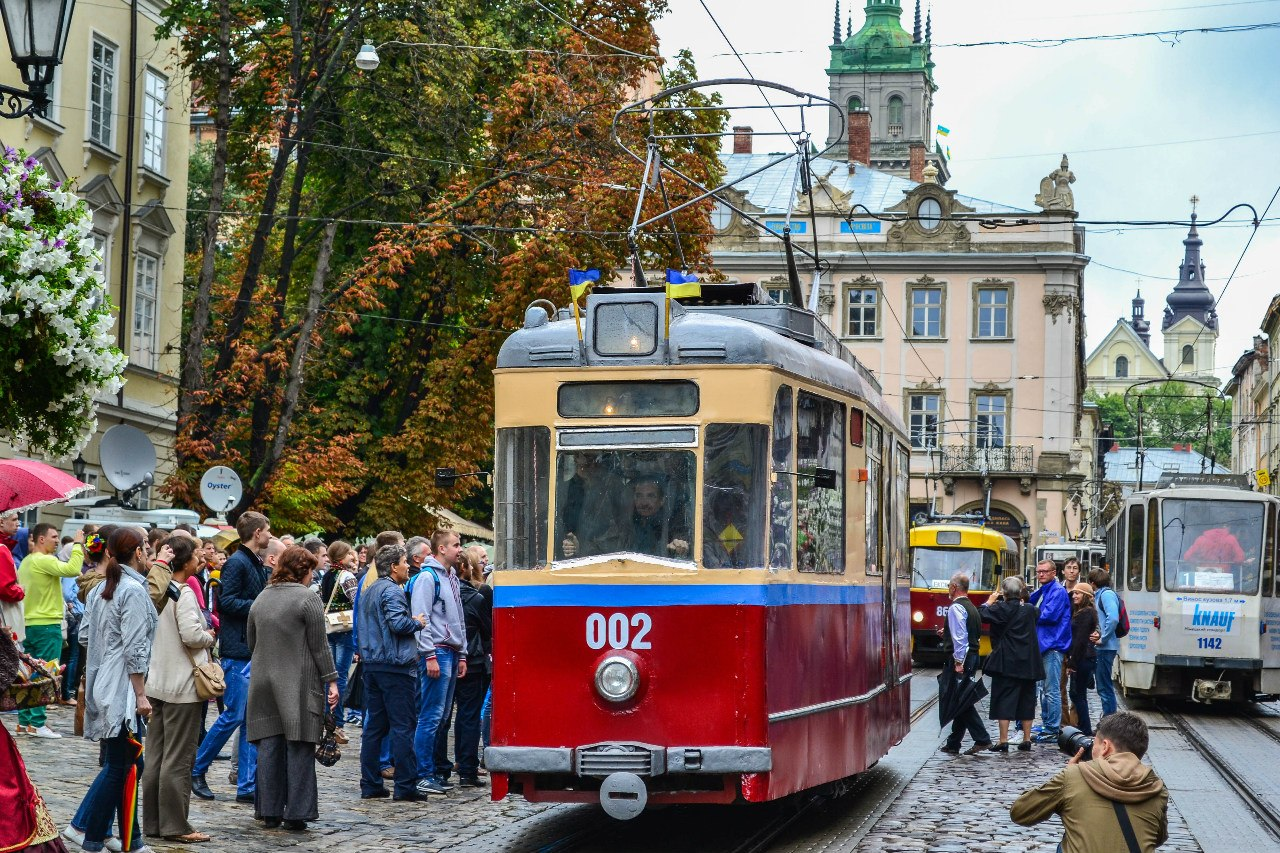
Gotha T59E № 002 на площі Ринок під час параду трамваїв

- Gotha T59E № 002 на площі Ринок під час параду трамваївРама вагона з парковим номером 20, марки Siemens&Halske, що у післявоєнний час була переобладнана у вагон-вишку для ремонту контактної мережі у важкодоступних місцях;
- Sanok SN-1/PN-1 № 093
- Gotha T-59E № 002. Влітку 2014 року громадські активісти розпочали відновлення вагона. До серпня вдалось майже повністю відтворити зовнішній вигляд трамвая, проте через брак деталей не вдалося повністю відновити скляні елементи кузова (вікна, кватирки). У ході ремонту вдалося дізнатися точний рік виготовлення (1960 рік) та заводський номер кузова (326). 24 серпня вагон взяв участь у параді трамваїв на День Незалежності України. Активісти планують надалі відновлювати зовнішній вигляд та салон вагона.
- Tatra T4SU № 869. В липні 2014 відновлювався силами активістів та ВРМ «Львівелектротранс». 24 серпня вагон взяв участь у параді трамваїв на День Незалежності України. Використовується як екскурсійний.

## Трамвайні депо

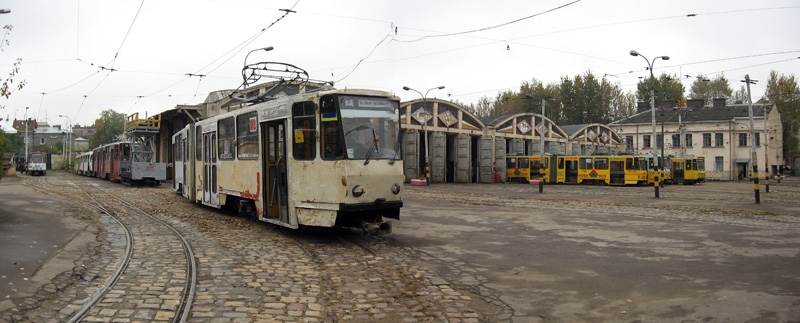
Трамвай Tatra KT-4SU у депо № 1

У Львові є три трамвайних депо:
- депо № 1 — по вулиці Городоцькій, тут були приписані вагони № 801—883, 1001—1031, 1134—1145, 1150—1154, 1156—1159, 1171, 1174—1178. Обслуговувало маршрути 1, 2, 3, 8, 9, 11. З 27.12.2011 року більше не обслуговує маршрути. Зараз це вагоноремонтна майстерня.
- депо № 2 — по вулиці Промисловій, тут були приписані вагони № 1032—1133, 1155, 1160—1170, 1172, 1173. Обслуговувало маршрути 4, 5, 6, 7. З 27.12.2011 року єдине депо, що обслуговує усі маршрути міста.
- депо службових вагонів — на перехресті вулиць Вітовського і Сахарова — пам'ятка технічної архітектури. Це було перше депо електричного трамвая у Львові. Згодом на його базі розміщувалися Вагоноремонтні майстерні. У 1994 році було прийняте рішення відкрити в ангарі депо музей техніки — відділ Львівського історичного музею. Його відкрили 27 серпня 2006 року[61]. На початку 2008 року директор ЛІМ повідомив про значні перешкоди на шляху будівництва музею техніки[62]. 1—4 травня 2008 року в ангарі депо пройшов фестиваль сучасного мистецтва «ART-ДЕПО»[63], відтоді він проводиться щорічно.

Депо кінного трамвая розміщувалося на сучасній вулиці Ярослава Мудрого, поблизу її перетину із вулицею Морозенка(не збереглося).

## Інфраструктура

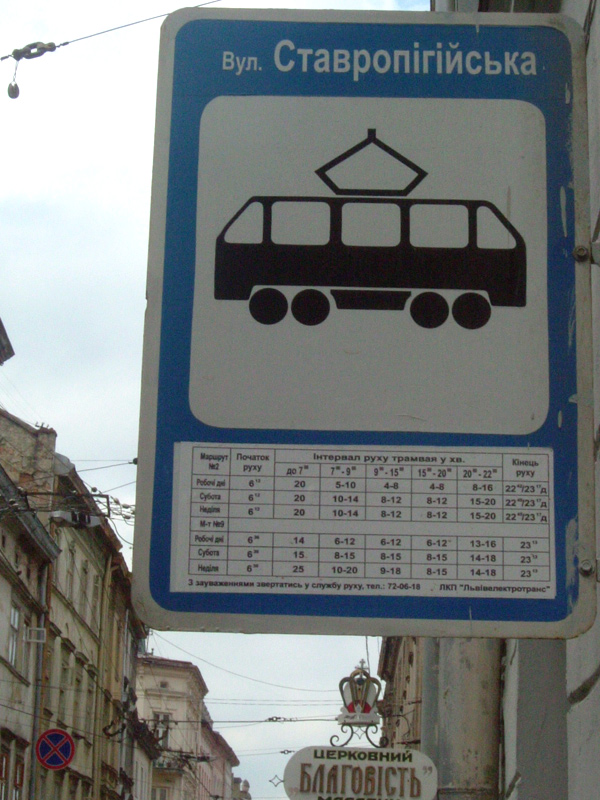
Знак зупинки трамвая

Сьогодні колійне господарство ЛКП «Львівелектротранс» налічує близько 33[джерело?] км рейок в обох напрямках.
На зупинках львівського трамвая ще перед Першою світовою війною встановлювалися криті павільйони. Цікаво, що всі зупинки були обладнані урнами для використаних квитків. До середини 1970-их років у Львові існували зупинки-острівці посеред проїжджої частини. Їх було демонтовано після трамвайної аварії 1972 року.
Сьогодні маршрути Львова нараховують 13 розворотних кілець та близько 120 зупинок (в односторонньому режимі), всі з яких обладнані розпізнавальними знаками та електронними табло з інформацією про трамваї що зупиняються на даній зупинці. 2005 року у Львові була споруджена перша в Україні крита зупинка-термінал «Головна пошта». У 2006 році оператор мобільного зв'язку «djuice» обладнав на зупинці «Львівська Політехніка» перший в Україні bluetooth-портал.
У Львові немає трамвайно-залізничних гейтів, проте до побудови Львівського приміського вокзалу, на його місці був розташований естакадно-тупиковий гейт. Під'їзна трамвайна гілка до нього не була електрифікована, тому для перетягування трамваїв використовувався тягач.

### Система контролю

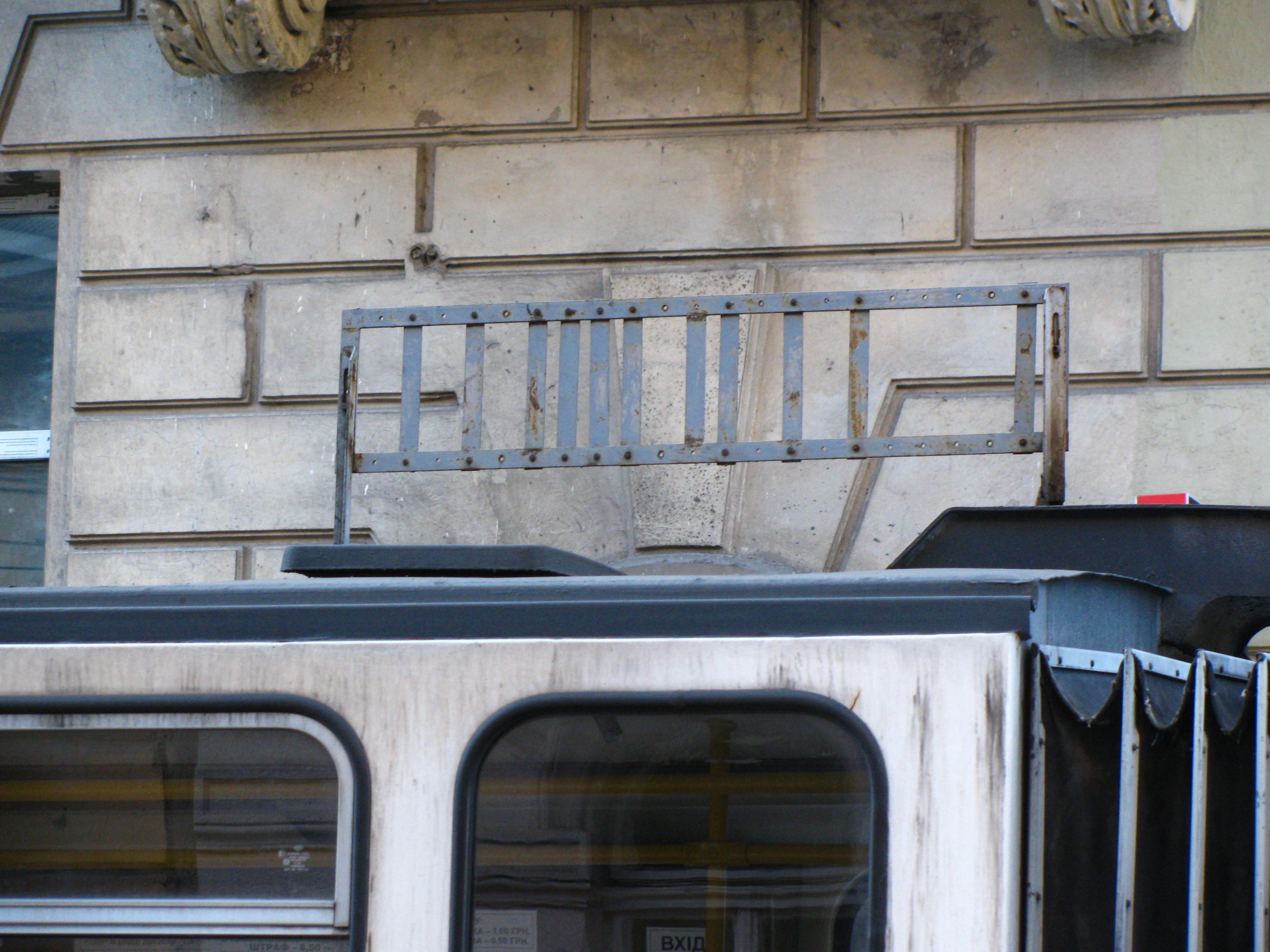
«Штрих-код» системи для контролю руху трамваїв.

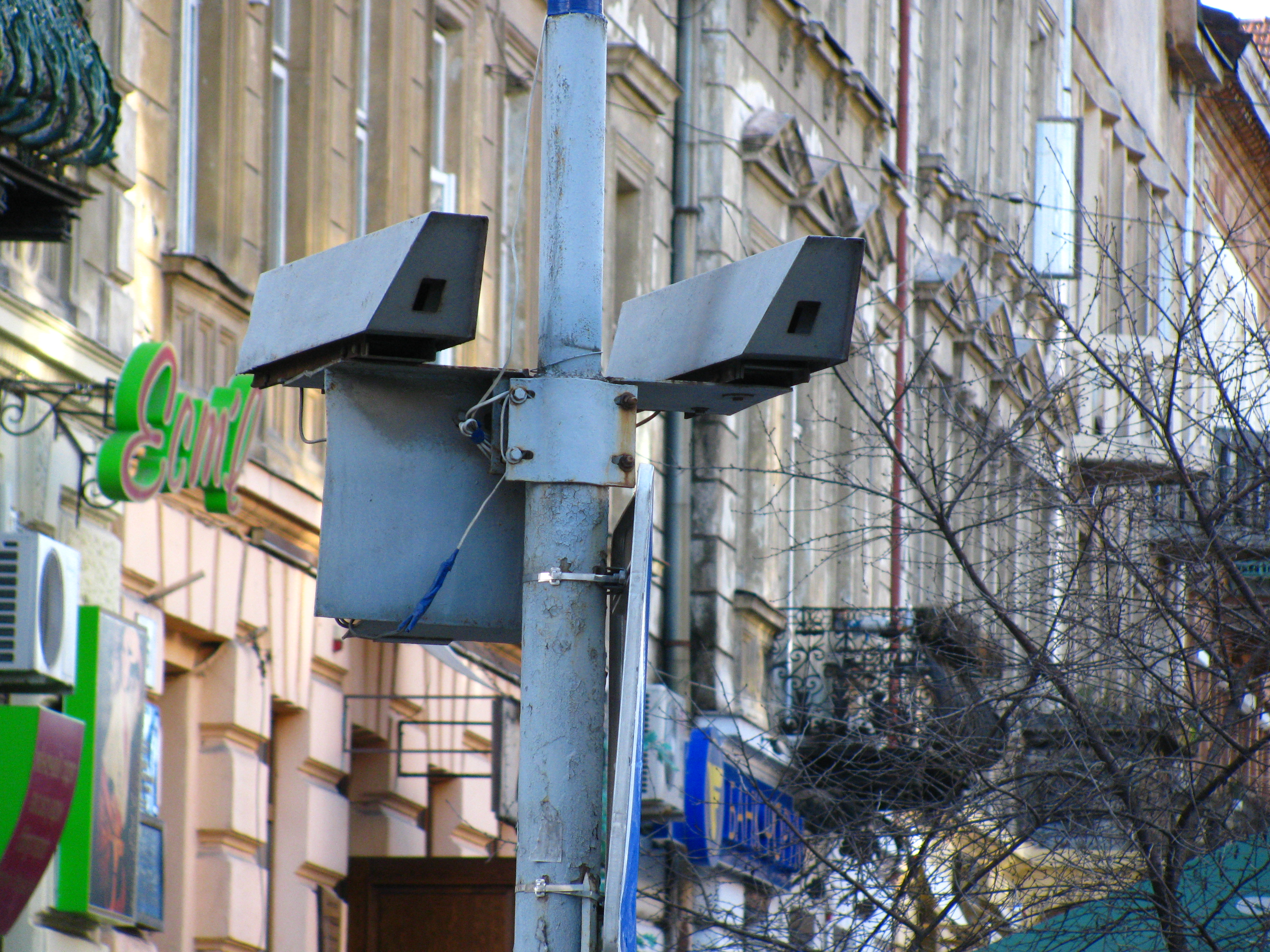
Периферійні точки для контролю руху трамваїв.

У 70—80-х роках XX століття у Львові почали запроваджувати першу в СРСР автоматичну систему контролю за дотриманням графіку руху трамваїв. Для цього на кожен вагон було встановлено «штрих-код» (міститься за пантографом) — рамку з вертикальними смугами. Також на контрольних точках (по вул. Коперника, Франка/Саксаганського, Княгині Ольги/Бойчука, Промисловій, Торговій, Замарстинівській та інших) були встановлені «сканери» — чутливі пристрої для зчитування «штрих-кодів». Коли вагон проїжджає через контрольні точки (12 точки по місту), спеціальний пристрій фіксує місцеперебування того чи іншого трамвая. Впродовж маршруту місцеперебування вагона фіксується 2-3 рази в один бік.
Наприкінці 2018 року усе обладнання периферійних точок списане.
У 2012 році електротранспорт Львова був обладнаний системою GPS–навігації із можливістю відстежування місцеперебування транспорту на моніторах Центру управління дорожнім рухом.

## Вартість проїзду
Вартість проїзду у кінному трамваї становила 15 центів, місячний абонемент коштував 3 злотих. Пасажирів-безбілетників карали громадськими роботами: вони мали один день відпрацювати на січкарні — зрізувати січку (корм для коней).
Спочатку трамвайних квитків не існувало. Пасажири, що заходили у вагон, під наглядом «пана кондуктора» опускали гроші в автомати, подібні на сучасні турнікети. Під час російської окупації Львова у Першій світовій війні вартість проїзду у першому класі становила 6 копійок (20 геллерів; 10 центів), у другому — 3 копійки (10 геллерів; 5 центів). У польський період квиток на разовий проїзд коштував 20 грошів, для школярів і студентів — 10 грошів. Після Другої світової війни до 1961 року проїзд у трамваї коштував 15 копійок, а після Грошової реформи 1961 року — 3 копійки. З середини 1960-х у вагонах стояв автомат, опустивши в який 3 копійки, можна було відмотати собі необмежену кількість квитків. З 1970 року їх замінили на автомати, які після опускання монети видавали лише один квиток, проте згодом була введена компостерна система. Після здобуття Україною незалежності вартість проїзду поступово підвищувалася. У 2008 році заново запроваджено компостерну систему, скасовану на початку 1990-х.

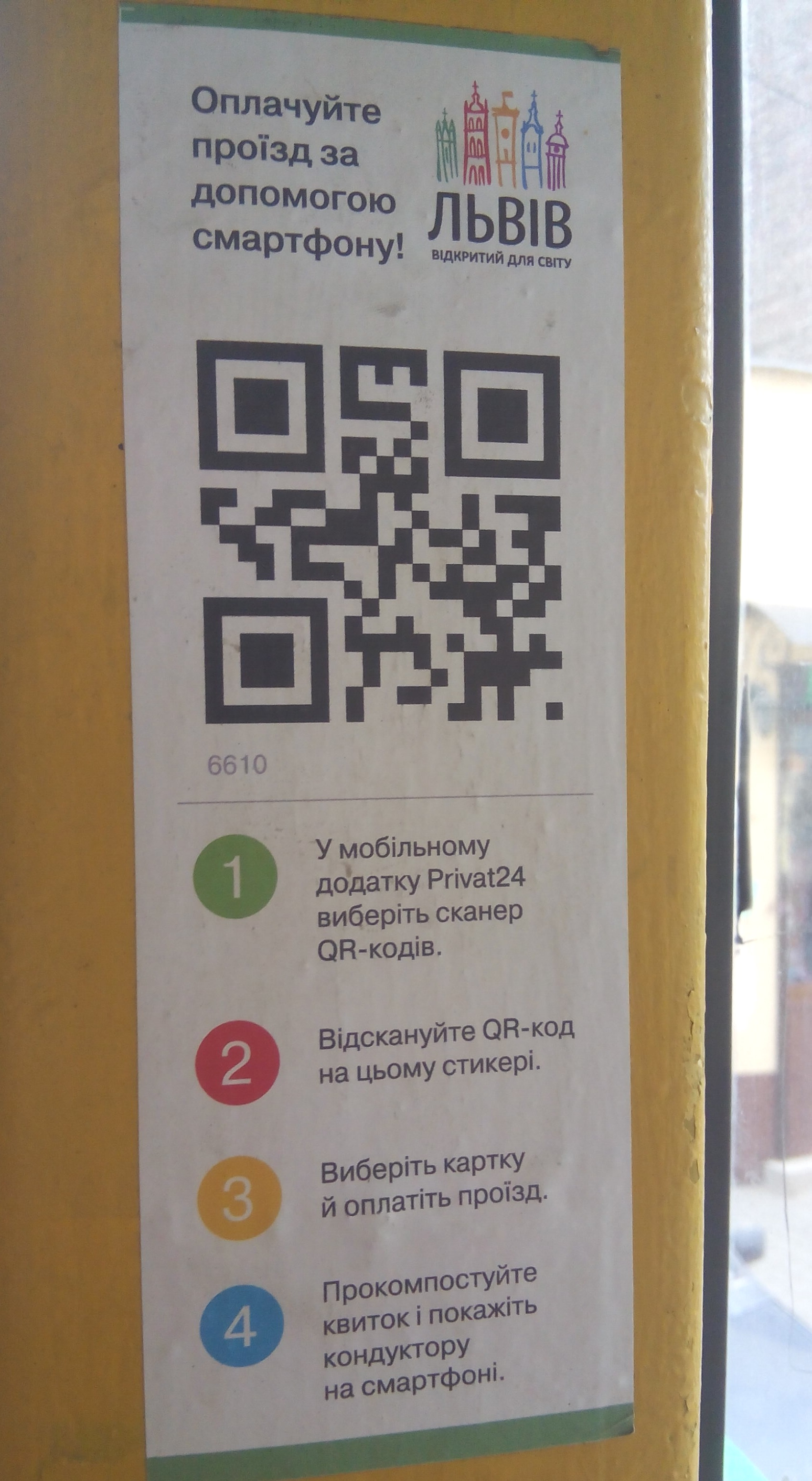
Приклад QR-коду із інструкціями для оплати проїзду у львівському трамваї за допомогою системи інтернет-банкінгу «Приват24».

До 1 червня 2014 року вартість проїзду незалежно від відстані становила 1,50 ₴ (повна вартість проїзду) та 0,75 ₴ (пільгова вартість проїзду). Проїзні квитки можна придбати у газетних кіосках та у водіїв трамваїв під час зупинки вагону без решти. Куплений квиток потрібно обов'язково закомпостувати — покласти квиток в один з компостерів, що висять на стінах, та пробити його. Штраф за безквитковий проїзд (чи за проїзд із незакомпостованим квитком) у 20 разів перевищує вартість проїзду і становить 25 гривень.
З 1 червня 2014 р. проїзд у львівському трамваї подорожчав: 2,00 ₴ — повна вартість проїзду, 1,00 ₴ — пільгова вартість проїзду. Талони змінилися не лише за вартістю, але й за виглядом: тепер звичайний квиток став коричневим, а не синім, а пільговий не помаранчевим, а зеленим.
17 січня 2016 року ПриватБанк запустив перший в Україні пілотний проєкт оплати проїзду в міському транспорті за допомогою електронних квитків.
Пасажири трамвайного маршруту № 8 мають можливість їздити без паперових квитків і оплачувати проїзд смартфоном. Для цього потрібно завантажити на смартфон мобільний додаток Privat24 і сканувати QR-код, який зображений на спеціальних наличках в трамваї або на зупинці транспорту.
7 серпня 2017 року анонсувалося підвищення тарифів на міський електротранспорт, проєкт якого розробила Львівська міська рада спільно з Львівелектротрансом. 29 серпня Антимонопольний комітет погодив дане рішення, а 30 серпня виконавчий комітет мерії остаточно затвердив підняття цін на електротранспорт. Відповідно до цього документу з 1 вересня 2017 року ціна квитка та штраф за безквитковий проїзд зростає на 50 %. Однак, нові місячні картки на проїзд планували погодити у жовтні 2017 року.
6 квітня 2018 року рішенням Львівської міської ради № 361 від 06.04.2018 затверджено нові «Правила користування міським електричним транспортом у м. Львові». Серед нововведень слід відзначити, введення штрафного квитка, а для тих, хто відмовляється оплачувати за проїзд, викликатимуть поліцію, окремим пунктом прописано повернення коштів за проїзд у разі несправності рухомого складу.
10 квітня 2018 року рішенням Львівської міської ради № 387 «Про встановлення тарифів на перевезення пасажирів у міському електричному транспорті» встановлена вартість проїзду у розмірі 5 гривень, а для пільгової категорії — 2,50 гривні. Рішення набуло чинності з 16 квітня 2018 року. При купівлі місячної картки вартість проїзду значно дешевше. Так, вартість місячної проїзної картки для користування в електротранспорті для підприємств, установ та організацій м. Львова становить 200 ₴, загальної місячної проїзної картки — 160 ₴, виключно електронної місячної проїзної картки — 150 ₴, пільгової місячної проїзної картки для учнів та студентів — 80 ₴, електронної триденної проїзної картки — 50 ₴.. Таким чином, вартість проїзду в електротранспорті Львова станом на квітень 2018 року стала найвищою в Україні, при тому, що в Києві та Харкові вартість проїзду становить 4 гривні.
|                          |
| Разовий квиток 2011 року |

|                                       |
| Разовий та пільговий квиток 2015 року |

|                                            |
| Разовий та пільговий квиток з вересня 2017 |

|                                           |
| Разовий та пільговий квиток з квітня 2018 |

|                                        |
| Разові та пільгові квитки з січня 2020 |

## Пасажиропотік
Динаміка перевезення пасажирів у Львівському трамваї:
| Рік           | 1903 | 1911 | 1919 | 1932 | 1940 | 1950 | 1960 | 1970 | 1980 | 1990 | 2000 | 2010 | 2011 | 2012 | 2013 | 2014 | 2015 | 2016 | 2017 | 2018 | 2019 | 2024  |
| Млн пасажирів | 5    | 28   | 21   | 37   | 109  | 65   | 110  | 105  | 117  | 136  | 59   | 49.6 | 36.8 | 43.2 | 35.9 | 50.5 | 59.5 | 56.5 | 62.3 | 66.9 | 73,8 | 21,71 |
| ------------- | ---- | ---- | ---- | ---- | ---- | ---- | ---- | ---- | ---- | ---- | ---- | ---- | ---- | ---- | ---- | ---- | ---- | ---- | ---- | ---- | ---- | ----- |

За підрахунками Львівської міської ради, очікується, що за день трамваєм на Сихів користуватимуться 48 тисяч львів'ян. В річному еквіваленті це повинно збільшити пасажиропотік Львівського трамвая на 17 млн пасажирів у 2017 році. Враховуючи ефект мультиплікатора пасажиропотік може збільшитись на 20 млн пасажирів у 2017 році.

## Проблеми
Основною проблемою львівського трамвая сьогодні є його збитковість, спровокована тим, що міською владою відшкодовується лише 60 % вартості перевезення пільгових категорій пасажирів. Збитковість експлуатаційного підприємства призводить до ситуації, коли не вистачає грошей на якісний капітальний ремонт вагонів, і замість нього проводиться лише косметичний ремонт. Це призводить до швидшого зношення рухомого складу. Якщо додати до цього той факт, що востаннє нові трамваї купувалися 20 років тому, дуже гостро постає потреба в оновленні рухомого складу. На території колишнього СРСР сьогодні не виготовляють трамвайні вагони для систем з шириною колії 1000 мм, натомість вагони, що виготовляються на Заході, коштують від 2 млн євро, проте це надто великі кошти для міста.
У поганому стані перебувають і деякі трамвайні лінії. Проте, ця проблема вирішується: за останні 15 років у Львові реконструйовано близько 60 % трамвайного полотна. Великою вадою львівського трамвая є те, що після Другої світової війни мережа ліній практично не розвивалася, окрім невеликих ділянок. За цей період відкрито хіба що лінію по вулицях Сахарова та Княгині Ольги. Якщо не враховувати цю лінію, трамвайна мережа не виходить за межі міста станом 1939 року, а більшість нових спальних районів, збудованих за роки радянської влади, не мають трамвайного сполучення. Це призвело до того, що сьогодні річний обсяг пасажирських перевезень, супроти 1990 року, скоротився більш ніж удвічі і складає, станом на 2010 рік, 49,2 млн осіб.
Від 14 лютого 2022 року в львівських трамваях розпочали акцію «Збережемо тепло разом». Така ініціатива надає змогу кожному пасижирові самостіно відкривати двері до трамвая з допомогою спеціальної кнопки.

## Розвиток
Протягом останніх років відбулася реконструкція більшості вулиць, якими відбувається рух трамваїв, Станом на квітень 2023 року єдиними вулицями, найбільше потребують оновлення трамвайні колії на вул. Княгині Ольги, Сахарова, Вітовського та верхній частині вул. Шевченка (поблизу кінцевої зупинки трамвайного маршруту № 7).
| Реалізовані проєкти розвитку трамвайної інфраструктури м. Львова                                                                                                   | Реалізовані проєкти розвитку трамвайної інфраструктури м. Львова | Реалізовані проєкти розвитку трамвайної інфраструктури м. Львова | Реалізовані проєкти розвитку трамвайної інфраструктури м. Львова | Реалізовані проєкти розвитку трамвайної інфраструктури м. Львова | Реалізовані проєкти розвитку трамвайної інфраструктури м. Львова | Реалізовані проєкти розвитку трамвайної інфраструктури м. Львова | Реалізовані проєкти розвитку трамвайної інфраструктури м. Львова |
| Проєкт | Характер робіт                                                   | Довжина, км                                                      | Початок робіт, рік                                               | Завершення робіт, рік                                            | Генеральний підрядник                                            | Генеральний проєктувальник                                       | Вартість будівництва                                             |
| --- | ---------------------------------------------------------------- | ---------------------------------------------------------------- | ---------------------------------------------------------------- | ---------------------------------------------------------------- | ---------------------------------------------------------------- | ---------------------------------------------------------------- | ---------------------------------------------------------------- |
| Вул. Бандери | реконструкція вулиці                                             | 1,04                                                             | 2021                                                             | 2023                                                             | Онур                                                             | ТзОВ «ТрамДорПроект»                                             | 209,5 млн грн                                                    |
| Вул. Т. Шевченка (від вул. Залізничної до Левандівської) | реконструкція вулиці                                             | 0,3                                                              | 2020                                                             | 2021                                                             | Онур                                                             | ТзОВ «ТрамДорПроект»                                             | 89,6 млн грн                                                     |
| Трамвайне депо на вул. Промисловій | реконструкція трамвайного депо                                   | -                                                                | 2014                                                             | 2021                                                             | ПП «ВІР-Західбуд»                                                |                                                                  | 2,8 млн євро                                                     |
| Вул. Т. Шевченка (від вул. Хорватської до Ярослава Мудрого) | реконструкція вулиці                                             | 0,37                                                             | 2020                                                             | 2020                                                             | Онур                                                             | ТзОВ «ТрамДорПроект»                                             | 58,8 млн грн                                                     |
| Вул. Замарстинівська (від Гайдамацької до Торф'яної) | реконструкція вулиці                                             | 0,9                                                              | 2018                                                             | 2020                                                             | Онур                                                             | ДП ДІПМ «Містопроект»                                            | 85 млн грн                                                       |
| Площа Двірцева | реконструкція вулиці                                             | -                                                                | 2019                                                             | 2020                                                             | Онур                                                             | ЛКП Інститут просторового розвитку                               | 165,5 млн грн                                                    |
| Вул. Личаківська (вуд вул. Мечнікова до Пасічної) | реконструкція вулиці                                             | 1,1                                                              | 2017                                                             | 2018                                                             | Онур                                                             | ТОВ «ЕА Ренг Проект», ТОВ «Спецбуддорпроект»                     | 6 млн євро                                                       |
| Вул. Мечнікова (від вул. Пекарської до вул. Личаківської) | реконструкція вулиці                                             | 0,53                                                             | 2015                                                             | 2018                                                             | Онур                                                             | ДП Львівдіпрокомунбуд                                            | 69,6 млн грн                                                     |
| Вул. Чернівецька | реконструкція лише трамвайних колій                              | 0,4                                                              | 2017                                                             | 2017                                                             | Онур                                                             |                                                                  | 1,5 млн євро                                                     |
| Трамвай на Сихів | прокладання нових колій                                          | 5,64                                                             | 2014                                                             | 2017                                                             | Онур                                                             | ДП Львівдіпрокомунбуд                                            | 27,35 млн євро                                                   |
| Вул. Київська (від вул. Генерала Т.Чупринки до вул. Є.Коновальця) і вул. Русових                                                                                   | реконструкція вулиці                                             | 0,45                                                             | 2016                                                             | 2016                                                             | Онур                                                             | ДП ДІПМ «Містопроект»                                            | 44 млн грн                                                       |
| Вул. І.Котляревського (від вул. Генерала Т.Чупринки до вул. І.Нечуя-Левицького) і вул. І.Нечуя-Левицького (від вул. І.Котляревського до вул. Академіка А.Сахарова) | реконструкція вулиці                                             | 0,4                                                              | 2016                                                             | 2016                                                             | Гарантспецбуд-Захід                                              | ПП ІК «ДОРПРОЕКТСТАНДАРТ»                                        | 44,1 млн грн                                                     |
| Вул. Городоцька (від вул. Шевченка до вул. Шпитальна) | реконструкція вулиці                                             | 0,72                                                             | 2013                                                             | 2014                                                             | Онур                                                             | ДП Львівдіпрокомунбуд                                            |                                                                  |
| Вул. Бандери (від Чупринки до Коперника) та вул. Коперника | реконструкція вулиці                                             | 0,47                                                             | 2013                                                             | 2014                                                             | Онур                                                             | ДП Львівдіпрокомунбуд                                            |                                                                  |
| вул Промислова (Б. Хмельницького-Волинська, 410 м) та вул. Б.Хмельницького (Осмомисла-Мулярська), Замарстинівська (Мулярська-Гайдамацька), 980 м                   | реконструкція вулиці                                             | 1,39                                                             | 2013                                                             | 2014                                                             | Онур                                                             | ТОВ «ЕА Ренг Проект»                                             | 8 млн євро                                                       |
| Перехрестя вул. Городоцької та Шевченка | влаштування трамвайного перехрестя                               | 0,055                                                            | 2013                                                             | 2013                                                             | ПАТ «ЛСБМУ-1»                                                    | ДП Львівдіпрокомунбуд                                            | 20,9 млн грн                                                     |
| Вул. Личаківська (від пл. Митної до вул. Заньковецької) | реконструкція вулиці                                             | 0,76                                                             | 2011                                                             |                                                                  | Онур                                                             |                                                                  |                                                                  |
| Вул. Коновальця | реконструкція вулиці                                             | 1,45                                                             | 2011                                                             | 2012                                                             | Онур                                                             |                                                                  |                                                                  |
| Вул. Городоцька (від. вул. Бандери до ц. Анни) | реконструкція вулиці                                             | 1,26                                                             | 2011                                                             | 2011                                                             | Онур                                                             | ДП Львівдіпрокомунбуд                                            |                                                                  |
| Площа Ярослава Осмомисла | реконструкція вулиці                                             |                                                                  | 2010                                                             | 2010                                                             | ЛСМУ-1                                                           |                                                                  | 11 млн грн                                                       |

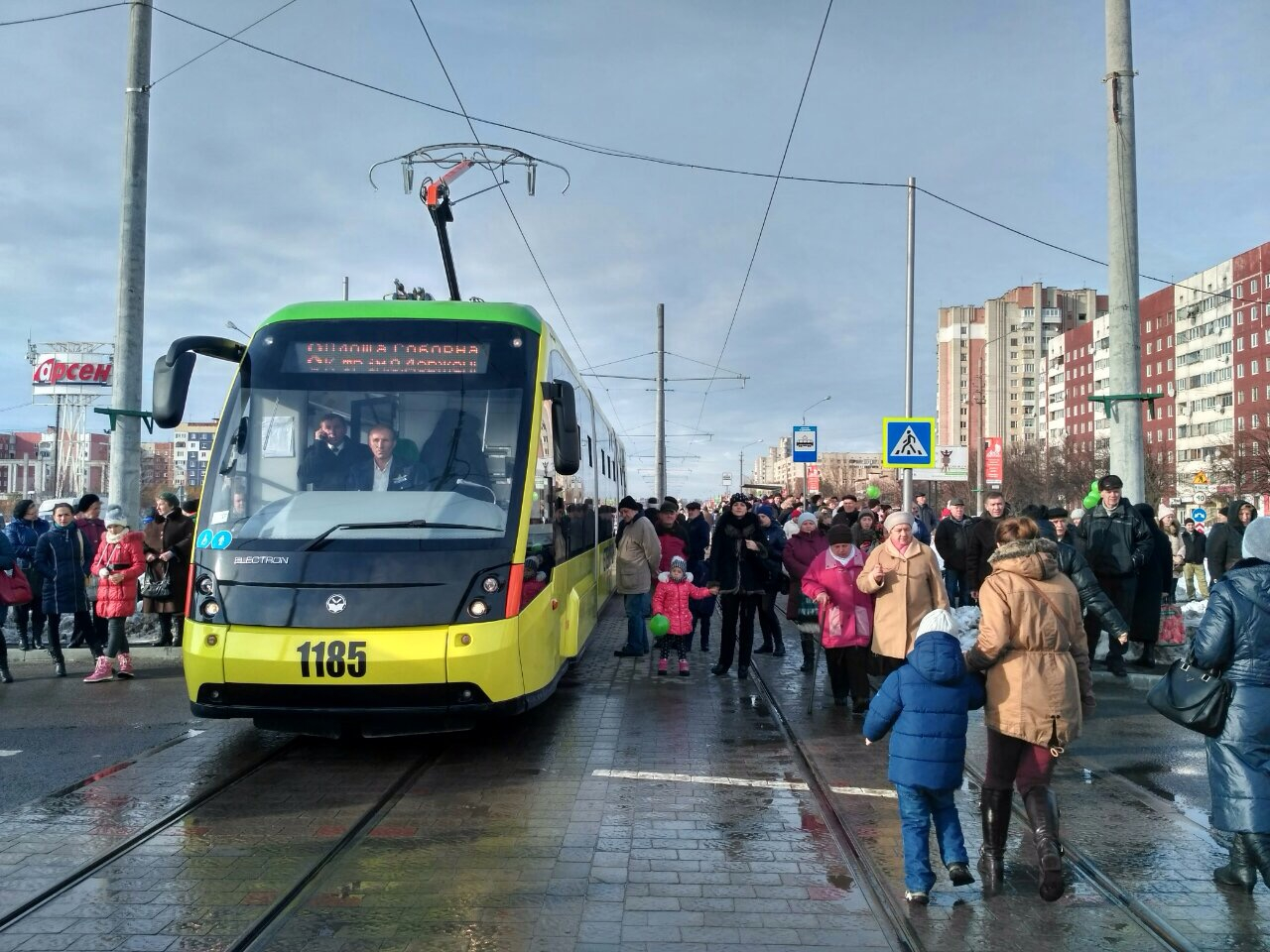
Трамвай на Сихові перед офіційним запуском лінії 17 листопада 2016 року.

У 2008–2009 роках німецький консорціум «PTV AG — VCDB GmbH» на замовлення Львівської міської ради розробив Транспортну стратегію Львова, за якою передбачається збільшення частки електротранспорту, зокрема трамвая, у пасажирських перевезеннях у Львові.
2009 року Львівська міська рада взяла у Європейського банку реконструкції та розвитку кредит на суму 38 млн євро на розвиток та модернізацію львівського трамвая. На ці кошти передбачено капітальний ремонт трамвайних шляхів за маршрутами № 2 та 6, модернізацію трамвайних депо, впровадження програми енергоощадження та сучасної системи управління рухом транспорту, модернізацію рухомого складу шляхом купівлі користованих вагонів. Раніше також розглядався варіант розробки та будівництва трамвайних вагонів безпосередньо у Львові, зокрема на базі Львівського автобусного заводу.
В останні роки відбувається збільшення попиту на електротранспорт у Львові. Так, 2012-го трамваями та тролейбусами загалом перевезено 68,3 млн пасажирів (на 15,1 % більше, ніж 2011), а 2014 року трамваями — понад 50 млн, а тролейбусами — понад 26 млн пасажирів. На популярність електротранспорту вплинуло подорожчання впродовж 2014 року проїзду у львівських маршрутних таксі — від 2 до 3 ₴, тоді як квиток на трамвай і тролейбус подорожчав у той самий час лише від 1,5 до 2 гривень. Завдяки вищезазначеному чиннику, а також ремонту старих транспортних засобів, запуску сучасних «Електронів» і підвищенні вартості проїзду виторг від продажу квитків та місячних абонементів за підсумками 2014 року склав майже 39 млн ₴, що на 13 млн ₴ більше, ніж попереднього року.
Планується прокладання (відновлення) трамвайних колій на вул. Коперника на відрізку від вул. Сахарова до вул. Бандери, що дозволить трамваю № 3 потрапляти у центр напряму, оминаючи завантажені вулиці Вітовського та Франка.
У 2022 році у Львові було проведено архітектурний конкурс на кращий ескізний проєкт реконструкції вулиці Миколайчука з продовженням трамвайної лінії від вул. Замарстинівської до Міської клінічної лікарні швидкої допомоги. Переможцем конкурсу стала пропозиція, розроблена ЛКП «Інститут просторового розвитку» (авторський колектив — Сергій Фіалковський, Ростислав Білинський, Андрій Чайко, Вікторія Скобилко та Олег Шмід). У бюджеті розвитку бюджету Львівської МТГ на 2023 рік на подальшу розробку проєкту було закладено 21 млн грн. Загальна вартість реалізації попередньо оцінюється у 1 млрд грн.

## Маршрути
У травні 2019 року в рамках впровадження стратегії розвитку ЛКП «Львівелектротранс» відбулися зміни в напрямках руху трамвайних маршрутів № 1, 5, 7 та 9.
     — Тимчасово за іншим маршрутом
     — Тимчасово скасовані маршрути
     — Скасовані маршрути
|  |  |  |  |  |

|  |  |  |  |  |

|  |  |  |  |  |

|  |  |  |

|  |

|  |  |  |

|  |  |  |

|  |  |  |

|  |

|  |

|  |  |  |

|  |  |  |

|  |  |  |

|  |  |  |

|  |

|  |

|  |

|  |  |  |

|  |  |  |

|  |  |  |

|  |  |  |

|  |

|  |

|  |

|  |  |  |

|  |  |  |

|  |

|  |

|  |

|  |

|  |  |  |  |  |

|  |  |  |  |  |

|  |  |  |  |  |

|  |  |  |

|  |

|  |  |  |

|  |  |  |

|  |  |  |

|  |

|  |

|  |  |  |

|  |  |  |

|  |  |  |

|  |  |  |

|  |

|  |

|  |

|  |  |  |

|  |  |  |

|  |  |  |

|  |  |  |

|  |

|  |

|  |

|  |  |  |

|  |  |  |

|  |

|  |

|  |

|  |

|  |  |  |  |  |

|  |  |  |  |  |

|  |  |  |  |  |

|  |  |  |

|  |

|  |  |  |

|  |  |  |

|  |  |  |

|  |

|  |

|  |  |  |

|  |  |  |

|  |  |  |

|  |  |  |

|  |

|  |

|  |

|  |  |  |

|  |  |  |

|  |  |  |

|  |  |  |

|  |

|  |

|  |

|  |  |  |

|  |  |  |

|  |

|  |

|  |

|  |

|  |  |  |  |  |

|  |  |  |  |  |

|  |  |  |  |  |

|  |  |  |

|  |

|  |  |  |

|  |  |  |

|  |  |  |

|  |

|  |

|  |  |  |

|  |  |  |

|  |  |  |

|  |  |  |

|  |

|  |

|  |

|  |  |  |

|  |  |  |

|  |  |  |

|  |  |  |

|  |

|  |

|  |

|  |  |  |

|  |  |  |

|  |

|  |

|  |

|  |

|  |

|  |

|  |

|  |

|  |

|  |

|  |  |  |

|  |

|  |  |  |

|  |  |  |

|  |

|  |

|  |

|  |  |  |

|  |  |  |

|  |  |  |

|  |  |  |

|  |

|  |

|  |

|  |  |  |

|  |  |  |

|  |

|  |

|  |

|  |

|  |

|  |

|  |

|  |

|  |  |  |

|  |

|  |  |  |

|  |  |  |

|  |

|  |

|  |

|  |  |  |

|  |  |  |

|  |  |  |

|  |  |  |

|  |

|  |

|  |

|  |  |  |

|  |  |  |

|  |

|  |

|  |

|  |

|  |

|  |

|  |

|  |

|  |  |  |

|  |

|  |  |  |

|  |  |  |

|  |

|  |

|  |

|  |  |  |

|  |  |  |

|  |  |  |

|  |  |  |

|  |

|  |

|  |

|  |  |  |

|  |  |  |

|  |

|  |

|  |

|  |

|  |

|  |

|  |

|  |

|  |  |  |

|  |

|  |  |  |

|  |  |  |

|  |

|  |

|  |

|  |  |  |

|  |  |  |

|  |  |  |

|  |  |  |

|  |

|  |

|  |

|  |  |  |

|  |  |  |

|  |

|  |

|  |

|  |

|  |

|  |  |  |

|  |

|  |

|  |  |  |

|  |  |  |

|  |

|  |  |  |

|  |  |  |  |  |

|  |  |  |

|  |

|  |

|  |

|  |

|  |

|  |

|  |

|  |

|  |  |  |

|  |

|  |

|  |  |  |

|  |  |  |

|  |

|  |  |  |

|  |  |  |  |  |

|  |  |  |

|  |

|  |

|  |

|  |

|  |

|  |

|  |

|  |

|  |  |  |

|  |

|  |

|  |  |  |

|  |  |  |

|  |

|  |  |  |

|  |  |  |  |  |

|  |  |  |

|  |

|  |

|  |

|  |

|  |

|  |

|  |

|  |

|  |  |  |

|  |

|  |

|  |  |  |

|  |  |  |

|  |

|  |  |  |

|  |  |  |  |  |

|  |  |  |

|  |

|  |

|  |

|  |

|  |

|  |  |  |  |  |

|  |  |  |  |  |

|  |  |  |  |  |

|  |  |  |

|  |

|  |  |  |

|  |  |  |

|  |  |  |

|  |

|  |

|  |  |  |

|  |  |  |  |  |

|  |

|  |  |  |

|  |

|  |  |  |

|  |  |  |

|  |

|  |  |  |

|  |  |  |  |  |

|  |  |  |

|  |

|  |

|  |

|  |  |  |

|  |  |  |

|  |  |  |

|  |

|  |

|  |  |  |

|  |

|  |

|  |

|  |

|  |

|  |

|  |

|  |  |  |  |  |

|  |  |  |  |  |

|  |  |  |  |  |

|  |  |  |

|  |

|  |  |  |

|  |  |  |

|  |  |  |

|  |

|  |

|  |  |  |

|  |  |  |  |  |

|  |

|  |  |  |

|  |

|  |  |  |

|  |  |  |

|  |

|  |  |  |

|  |  |  |  |  |

|  |  |  |

|  |

|  |

|  |

|  |  |  |

|  |  |  |

|  |  |  |

|  |

|  |

|  |  |  |

|  |

|  |

|  |

|  |

|  |

|  |

|  |

|  |  |  |  |  |

|  |  |  |  |  |

|  |  |  |  |  |

|  |  |  |

|  |

|  |  |  |

|  |  |  |

|  |  |  |

|  |

|  |

|  |  |  |

|  |  |  |  |  |

|  |

|  |  |  |

|  |

|  |  |  |

|  |  |  |

|  |

|  |  |  |

|  |  |  |  |  |

|  |  |  |

|  |

|  |

|  |

|  |  |  |

|  |  |  |

|  |  |  |

|  |

|  |

|  |  |  |

|  |

|  |

|  |

|  |

|  |

|  |

|  |

|  |  |  |  |  |

|  |  |  |  |  |

|  |  |  |  |  |

|  |  |  |

|  |

|  |  |  |

|  |  |  |

|  |  |  |

|  |

|  |

|  |  |  |

|  |  |  |  |  |

|  |

|  |  |  |

|  |

|  |  |  |

|  |  |  |

|  |

|  |  |  |

|  |  |  |  |  |

|  |  |  |

|  |

|  |

|  |

|  |  |  |

|  |  |  |

|  |  |  |

|  |

|  |

|  |  |  |

|  |

|  |

|  |

|  |

|  |

|  |

|  |

|  |  |  |  |  |

|  |  |  |  |  |

|  |  |  |  |  |

|  |  |  |

|  |

|  |  |  |

|  |  |  |

|  |  |  |

|  |

|  |  |  |  |  |

|  |  |  |  |  |

|  |  |  |

|  |

|  |

|  |

|  |  |  |

|  |

|  |

|  |  |  |

|  |

|  |  |  |

|  |

|  |

|  |

|  |

|  |

|  |  |  |

|  |

|  |

|  |

|  |  |  |  |  |

|  |  |  |  |  |

|  |  |  |  |  |

|  |  |  |

|  |

|  |  |  |

|  |  |  |

|  |  |  |

|  |

|  |  |  |  |  |

|  |  |  |  |  |

|  |  |  |

|  |

|  |

|  |

|  |  |  |

|  |

|  |

|  |  |  |

|  |

|  |  |  |

|  |

|  |

|  |

|  |

|  |

|  |  |  |

|  |

|  |

|  |

|  |  |  |  |  |

|  |  |  |  |  |

|  |  |  |  |  |

|  |  |  |

|  |

|  |  |  |

|  |  |  |

|  |  |  |

|  |

|  |  |  |  |  |

|  |  |  |  |  |

|  |  |  |

|  |

|  |

|  |

|  |  |  |

|  |

|  |

|  |  |  |

|  |

|  |  |  |

|  |

|  |

|  |

|  |

|  |

|  |  |  |

|  |

|  |

|  |

|  |  |  |  |  |

|  |  |  |  |  |

|  |  |  |  |  |

|  |  |  |

|  |

|  |  |  |

|  |  |  |

|  |  |  |

|  |

|  |  |  |  |  |

|  |  |  |  |  |

|  |  |  |

|  |

|  |

|  |

|  |  |  |

|  |

|  |

|  |  |  |

|  |

|  |  |  |

|  |

|  |

|  |

|  |

|  |

|  |  |  |

|  |

|  |

|  |

|  |

|  |

|  |

|  |

|  |

|  |  |  |  |  |

|  |  |  |  |  |

|  |  |  |

|  |

|  |

|  |

|  |  |  |

|  |

|  |  |  |

|  |  |  |

|  |  |  |

|  |  |  |

|  |

|  |

|  |

|  |  |  |

|  |  |  |

|  |

|  |

|  |

|  |

|  |

|  |

|  |

|  |

|  |

|  |  |  |  |  |

|  |  |  |  |  |

|  |  |  |

|  |

|  |

|  |

|  |  |  |

|  |

|  |  |  |

|  |  |  |

|  |  |  |

|  |  |  |

|  |

|  |

|  |

|  |  |  |

|  |  |  |

|  |

|  |

|  |

|  |

|  |

|  |

|  |

|  |

|  |

|  |  |  |  |  |

|  |  |  |  |  |

|  |  |  |

|  |

|  |

|  |

|  |  |  |

|  |

|  |  |  |

|  |  |  |

|  |  |  |

|  |  |  |

|  |

|  |

|  |

|  |  |  |

|  |  |  |

|  |

|  |

|  |

|  |

|  |

|  |

|  |

|  |

|  |

|  |  |  |  |  |

|  |  |  |  |  |

|  |  |  |

|  |

|  |

|  |

|  |  |  |

|  |

|  |  |  |

|  |  |  |

|  |  |  |

|  |  |  |

|  |

|  |

|  |

|  |  |  |

|  |  |  |

|  |

|  |

|  |

|  |

|  |

|  |

|  |

|  |

|  |  |  |

|  |  |  |  |  |

|  |  |  |

|  |

|  |

|  |

|  |  |  |

|  |  |  |

|  |  |  |

|  |

|  |

|  |  |  |

|  |

|  |

|  |

|  |

|  |

|  |

|  |

|  |

|  |

|  |

|  |

|  |  |  |

|  |  |  |  |  |

|  |  |  |

|  |

|  |

|  |

|  |  |  |

|  |  |  |

|  |  |  |

|  |

|  |

|  |  |  |

|  |

|  |

|  |

|  |

|  |

|  |

|  |

|  |

|  |

|  |

|  |

|  |  |  |

|  |  |  |  |  |

|  |  |  |

|  |

|  |

|  |

|  |  |  |

|  |  |  |

|  |  |  |

|  |

|  |

|  |  |  |

|  |

|  |

|  |

|  |

|  |

|  |

|  |

|  |

|  |

|  |

|  |

|  |  |  |

|  |  |  |  |  |

|  |  |  |

|  |

|  |

|  |

|  |  |  |

|  |  |  |

|  |  |  |

|  |

|  |

|  |  |  |

|  |

|  |

|  |

|  |

|  |

|  |

|  |

|  |  |  |  |  |

|  |  |  |  |  |

|  |  |  |  |  |

|  |  |  |

|  |

|  |  |  |

|  |  |  |

|  |  |  |

|  |

|  |

|  |  |  |

|  |  |  |  |  |

|  |

|  |  |  |

|  |

|  |  |  |

|  |  |  |

|  |

|  |  |  |

|  |  |  |  |  |

|  |  |  |

|  |

|  |

|  |

|  |

|  |  |  |

|  |  |  |

|  |  |  |

|  |  |  |

|  |

|  |  |  |

|  |

|  |

|  |  |  |

|  |

|  |  |  |

|  |

|  |

|  |

|  |  |  |  |  |

|  |  |  |  |  |

|  |  |  |  |  |

|  |  |  |

|  |

|  |  |  |

|  |  |  |

|  |  |  |

|  |

|  |

|  |  |  |

|  |  |  |  |  |

|  |

|  |  |  |

|  |

|  |  |  |

|  |  |  |

|  |

|  |  |  |

|  |  |  |  |  |

|  |  |  |

|  |

|  |

|  |

|  |

|  |  |  |

|  |  |  |

|  |  |  |

|  |  |  |

|  |

|  |  |  |

|  |

|  |

|  |  |  |

|  |

|  |  |  |

|  |

|  |

|  |

|  |  |  |  |  |

|  |  |  |  |  |

|  |  |  |  |  |

|  |  |  |

|  |

|  |  |  |

|  |  |  |

|  |  |  |

|  |

|  |

|  |  |  |

|  |  |  |  |  |

|  |

|  |  |  |

|  |

|  |  |  |

|  |  |  |

|  |

|  |  |  |

|  |  |  |  |  |

|  |  |  |

|  |

|  |

|  |

|  |

|  |  |  |

|  |  |  |

|  |  |  |

|  |  |  |

|  |

|  |  |  |

|  |

|  |

|  |  |  |

|  |

|  |  |  |

|  |

|  |

|  |

|  |  |  |  |  |

|  |  |  |  |  |

|  |  |  |  |  |

|  |  |  |

|  |

|  |  |  |

|  |  |  |

|  |  |  |

|  |

|  |

|  |  |  |

|  |  |  |  |  |

|  |

|  |  |  |

|  |

|  |  |  |

|  |  |  |

|  |

|  |  |  |

|  |  |  |  |  |

|  |  |  |

|  |

|  |

|  |

|  |

|  |  |  |

|  |  |  |

|  |  |  |

|  |  |  |

|  |

|  |  |  |

|  |

|  |

|  |  |  |

|  |

|  |  |  |

|  |

|  |

|  |

## Схема маршрутів львівських трамваїв та тролейбусів

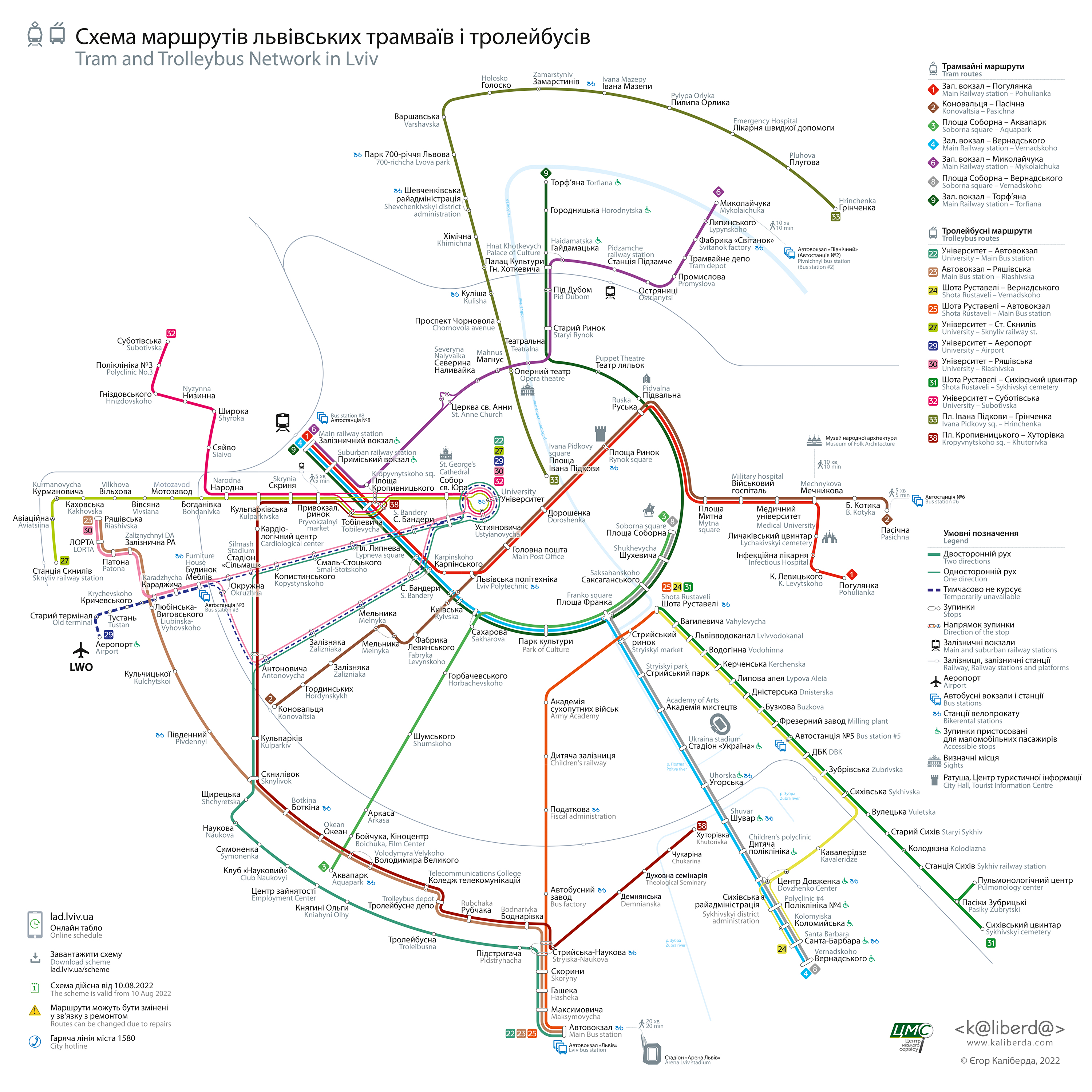
Схема маршрутів львівських трамваїв і тролейбусів 2022

## Інші послуги
ЛКП «Львівелектротранс» також надає послуги з оренди трамвайних вагонів. Для того, щоб її замовити, потрібно написати листа на ім'я директора підприємства і узгодити маршрут поїздки зі Службою руху. Вагони можна замовляти у вихідні дні у будь-який час. Додатково пропонується послуга екскурсовода.
У 2007–2008 роках щовихідних містом їздили також безкоштовні трамвайні екскурсії, які організовувала Львівська пивоварня.

## Львівські трамваї у культурі

Меморіальна дошка, встановлена на будівлі ЛКП «Львівелектротранс» до 100-річчя львівського трамвая

У міжвоєнний період у львівських трамваях жебракував Бувай, як його прозвали в народі. Він був знаним і популярним, оскільки заробляв на життя виконанням власної пісні, яка згодом стала народною:
|  | Сяду до трамвая — Люди споглядають. Бувай ти здорова, Бо я від'їжджаю. Трамвай за трамваєм, За трамваєм трамвай, А за тим трамваєм Єще єден трамвай. |

У 1970 році у Львові знімали фільм «Старики-розбійники», в кадри якого потрапили і львівські трамваї.
У 1991 році вийшла пісня вокальної формації «Пікардійська терція» «Старенький трамвай», у якій згадані озера львівського парку «Піскові озера» і трамвайний маршрут № 2, що туди їздить:
|  | Коли сонце розжарене над містом висить, І від чаду машин кругом йде голова, Я згадаю прохолодних озер блакить, Куди їздив колись старенький трамвай. Повези мене туди, де природа сама, Повези мене за місто, де асфальту нема, Повези мене туди, де зелена трава, Повези, повези, о-о-о, старенький трамвай. |

Один із маршрутів львівського трамвая — № 6 — згадується у пісні гурту «Брати Гадюкіни» «Дівчина з Коломиї»:
|  | Дівчина з Коломиї, Гарна та пишна, Із трамваю-«шестьорки» неожиданно вийшла. |

Маршрут № 7 згадується у пісні гурту «Скрябін» «То є Львів»:
|  | Сімка вниз, на Погулянку повертає, Дзеленькає сердито, бо все часу немає. |